# Liste der denkmalgeschützten Objekte in Wien/Innere Stadt/Hi–K
Die Liste der denkmalgeschützten Objekte in Wien/Innere Stadt enthält die 798 denkmalgeschützten unbeweglichen Objekte des 1. Wiener Gemeindebezirks Innere Stadt.

## Denkmäler
| Foto |                 | Denkmal | Standort                                           | Beschreibung | Metadaten |
| ---- | --------------- | --- | -------------------------------------------------- | --- | --- |
| ja   | Datei hochladen | Wohn- und Geschäftshaus HERIS-ID: 47352 Objekt-ID: 50324                                                                        | Himmelpfortgasse 3 Standort KG: Innere Stadt       | Das späthistoristische Wohnhaus (erbaut 1899/1900 durch Titus Neugebauer) hat eine vertikal gegliederte Fassade mit vertikal verbundenen verdachten Fenstern und einem dreigeschoßigen polygonalen Mittelerker. Über dem Attikageschoß erstreckt sich ein weit vorkragendes Kranzgesims. Im Stiegenhaus sind originale Geländer sowie ein Aufzug mit geätzten Gläsern erhalten. | BDA-Hist.: Q38026534 Status: § 2a Stand der BDA-Liste: 2025-06-30 Name: Wohn- und Geschäftshaus GstNr.: 943 Himmelpfortgasse 3                                                                                              |
| ja   | Datei hochladen | Bundesministerium für Finanzen HERIS-ID: 47356 Objekt-ID: 50333                                                                 | Himmelpfortgasse 6 Standort KG: Innere Stadt       | Das hochbarocke Wohnhaus im Stil des Johann Lukas von Hildebrandt entstand um 1720 an Stelle des ehemaligen Himmelpfortbades; 1880 erfolgten Umbauten. In der im Erdgeschoß gelegenen Gaststätte (heute Café Frauenhuber) gaben Mozart und Beethoven Konzerte. Die Oberzone über dem rustizierten Sockel mit dem Korbbogenportal hat einen leichten Mittelrisalit und ist durch ionische Riesenpilaster, seitliche gebänderte Lisenen und Fenster mit geschoßweise unterschiedlichen Verdachungen gestaltet. In der Mitte der Beletage befindet sich in einer Bogenverdachung eine Madonnenstatue. | BDA-Hist.: Q38026554 Status: § 2a Stand der BDA-Liste: 2025-06-30 Name: Bundesministerium für Finanzen GstNr.: 994 Himmelpfortgasse 6                                                                                       |
| ja   | Datei hochladen | Wohnhaus HERIS-ID: 33903 Objekt-ID: 31689                                                                                       | Himmelpfortgasse 7 Standort KG: Innere Stadt       | Dieses Haus wurde 1786 von Josef Meissl dem Älteren anstelle der Kirche des Himmelpfortklosters erbaut. Es ist in den Formen des josephinischen Plattenstils gehalten, in der Rauhensteingasse zeigt es einen seichten Mittelrisaliten. Quadersteine der Kirche sowie gotische Quaderspolien im Fundament sind erhalten. Es hat zwei Innenhöfe, im Hof zur Rauhensteingasse sind die Pawlatschen erhalten. | BDA-Hist.: Q37954825 Status: Bescheid Stand der BDA-Liste: 2025-06-30 Name: Wohnhaus GstNr.: 965 |
| ja   | Datei hochladen | Ehem. Stadtpalais des Prinzen Eugen, Bundesministerium für Finanzen HERIS-ID: 33152 Objekt-ID: 30485                            | Himmelpfortgasse 8 Standort KG: Innere Stadt       | Das Stadtpalais des Prinzen Eugen ist ein bedeutendes hochbarockes Palais mit kostbarer Innenausstattung. Durch aufeinanderfolgende Grundstückserwerbungen nach 1693 hat das Palais eine komplizierte Baugeschichte. 1697 wurde der Bau von Johann Bernhard Fischer von Erlach begonnen, 1719 wurde er von Johann Lucas von Hildebrandt übernommen. Durch den Erwerb des westlich anschließenden Hauses konnte der Bau erst 1719 abgeschlossen werden. Die Sockelzone der Außenfassade ist genutet, während die Obergeschoße durch Riesenpilaster gegliedert sind. Die drei Portale werden Lorenzo Mattielli zugeschrieben. Die Räume im Inneren sind mit Skulpturen von Giovanni Giuliani ausgestattet, insbesondere das bedeutende Stiegenhaus mit den Atlanten, die als Stützen fungieren. Das Gebäude dient seit seiner letzten Restaurierung 2013 als Außenstelle des Österreichischen Galerie.                                                      | BDA-Hist.: Q874905 Status: § 2a Stand der BDA-Liste: 2025-06-30 Name: Ehem. Stadtpalais des Prinzen Eugen, Bundesministerium für Finanzen GstNr.: 987, 992 Winterpalais Prinz Eugen                                         |
| ja   | Datei hochladen | Finanzministerium, Teil des ehem. Himmelpfortklosters HERIS-ID: 33153 Objekt-ID: 30486                                          | Himmelpfortgasse 9 Standort KG: Innere Stadt       | Refektorium und Pfortengebäude des ehemaligen Himmelpfortklosters entstanden im ersten Viertel des 17. Jahrhunderts. Nach 1783 erhielt es eine neue Fassade durch Josef Gerl. 1973–1975 wurden die Hoftrakte abgerissen und neu erbaut sowie der Straßentrakt entkernt. Die Oberzone der breiten josephinischen Fassade ist durch gerade verdachte Obergeschoßfenster sowie Plattendekor in den Sturz- und Parapetfeldern gekennzeichnet. In der Mittelachse befindet sich ein Turmaufsatz. Die Sockelzone ist gebändert, das Schulterbogenportal hält das Holztor mit Beschlägen aus dem vierten Viertel des 18. Jahrhunderts. Hofseitig befindet sich eine mit 1716 bezeichnete gemalte Sonnenuhr; im Innenhof wurde 1975 eine Brunnenschale aus dem ersten Viertel des 17. Jahrhunderts aufgestellt. | BDA-Hist.: Q37950489 Status: Bescheid Stand der BDA-Liste: 2025-06-30 Name: Finanzministerium, Teil des ehem. Himmelpfortklosters GstNr.: 966                                                                               |
| ja   | Datei hochladen | Bürgerhaus HERIS-ID: 47357 Objekt-ID: 50334                                                                                     | Himmelpfortgasse 10 Standort KG: Innere Stadt      | Das kleine, Mitte des 16. Jahrhunderts erbaute Bürgerhaus erhielt 1794 eine neue Fassade in Formen des Zopf- und Plattenstils in Form eines genuteten Sockels mit dem Korbbogenportal sowie rechteckig gerahmten Korbbogenfenstern im ersten Obergeschoß, während die glatte Oberzone gerade verdachte, in der Mitte übergiebelte Fenster sowie Platten- und Zopfdekor aufweist. Gewölbe im Hausflur und im Keller sowie eine Wendeltreppe stammen aus dem 16. Jahrhundert. | BDA-Hist.: Q38026564 Status: Bescheid Stand der BDA-Liste: 2025-06-30 Name: Bürgerhaus GstNr.: 986 |
| ja   | Datei hochladen | Bürgerhaus HERIS-ID: 33154 Objekt-ID: 30487                                                                                     | Himmelpfortgasse 11 Standort KG: Innere Stadt      | Das josephinische Bürgerhaus entstand 1786 aus zwei Gebäuden des Himmelpfortklosters, welche Joseph Meissl sen. teilweise aufstockte und mit einer einheitlichen Fassade versah. Die schlichte Fassade weist den Knick sowie die ungleichmäßige Achsenabfolge der Vorgängerbauten auf. Sie hat einen seichten Mittelrisalit, in dem sich das Korbbogenportal mit dem originalen Holztor befindet, Segmentbogenfenster im Erdgeschoß, in der Oberzone Fenster mit Plattenrahmen sowie im zweiten Obergeschoß geraden Verdachungen. Der Dachstuhl datiert aus 1786, im linken Gebäudeteil aus ca. 1700. | BDA-Hist.: Q37950500 Status: Bescheid Stand der BDA-Liste: 2025-06-30 Name: Bürgerhaus GstNr.: 967 Himmelpfortgasse 11 |
| ja   | Datei hochladen | Bürgerhaus HERIS-ID: 47358 Objekt-ID: 50335                                                                                     | Himmelpfortgasse 12 Standort KG: Innere Stadt      | Das kleine dreiachsige Bürgerhaus entstand 1792 durch Aufstocken älterer Bausubstanz und erhielt eine spätjosephinische Fassade. Über dem gebänderten ersten Obergeschoß mit gerade verdachten Fenstern befindet sich eine Zone vertikal verbundener Fenster mit Dreiecks- und geraden Giebeln zwischen vertieften Wandfeldern. Das Geschäftsportal im Erdgeschoß sowie die vergitterte Holztüre aus 1899 sind späthistoristisch. Im Erdgeschoß sind zwei Holztramdecken sowie ein Kreuzbandgewölbe aus der Mitte des 16. Jahrhunderts vorhanden; im Keller sind Mauerreste aus dem 13. und 15. Jahrhundert, im zweiten Untergeschoß Stichkappentonnen aus der Mitte des 16. Jahrhunderts zu finden. | BDA-Hist.: Q38026575 Status: Bescheid Stand der BDA-Liste: 2025-06-30 Name: Bürgerhaus GstNr.: 985 Himmelpfortgasse 12, Vienna                                                                                              |
| ja   | Datei hochladen | Palais Fürstenberg HERIS-ID: 33158 Objekt-ID: 30491                                                                             | Himmelpfortgasse 13 Standort KG: Innere Stadt      | Dieser hochbarocke Bau ist der 1724 erfolgte Umbau eines frühbarocken Palais, das um 1625 entstanden ist. Es weist einige Ähnlichkeiten mit dem Palais Neupauer-Breuner auf, was denselben Architekten wahrscheinlich macht. Über einem zweistöckigen genuteten Sockel mit quadratischen Fenstern erheben sich drei Obergeschoße, deren Fenster durch gebänderte Lisenen verbunden sind. Der Mittelrisalit ist flach und weist ein Rundbogenportal auf, das von Hermen mit ionischen Kapitellen sowie den abgerundeten Balkon tragende Atlanten flankiert ist. | BDA-Hist.: Q1577601 Status: Bescheid Stand der BDA-Liste: 2025-06-30 Name: Palais Fürstenberg GstNr.: 968 Palais Erdödy-Fürstenberg                                                                                         |
| ja   | Datei hochladen | Wohn- und Geschäftshaus und Hauszeichen, Heilung des Tobias/Schild der ehem. Waldheim Apotheke HERIS-ID: 82632 Objekt-ID: 96468 | Himmelpfortgasse 14 Standort KG: Innere Stadt      | Das späthistoristische Wohnhaus wurde 1902/03 durch Heinz Gerl teilweise in secessionistischen Formen erbaut. Die Mittelachse wird von einem über drei Geschoße reichenden Erker beherrscht, der von einem Balkon mit Schmiedeeisengitter gekrönt ist. Im Erdgeschoß befindet sich die Apotheke „Zur goldenen Krone“, in der noch die originale Ausstattung aus 1903 sowie eine Kopie des Ladenschildes „Die Heilung des Tobias“ von Leopold Kupelwieser (1826) aus dem Vorgängerlokal in der Himmelpfortgasse 17 vorhanden ist. | BDA-Hist.: Q38178951 Status: Bescheid Stand der BDA-Liste: 2025-06-30 Name: Wohn- und Geschäftshaus und Hauszeichen, Heilung des Tobias/Schild der ehem. Waldheim Apotheke GstNr.: 984 Himmelpfortgasse 14, Vienna          |
| ja   | Datei hochladen | sog. Paltisches Haus HERIS-ID: 33160 Objekt-ID: 30506                                                                           | Himmelpfortgasse 15 Standort KG: Innere Stadt      | Das Renaissancehaus entstand um 1563, indem ein straßenseitiges spätmittelalterliches Haus aufgestockt und mit einem Stiegenhaus versehen sowie um einen Hintertrakt erweitert wurde; im ersten Viertel des 17. Jahrhunderts wurden die beiden Trakte miteinander verbunden. Um 1690 wurde die frühbarocke Giebelfassade geschaffen. Diese ist durch Ortsteinquader eingefasst und durch Fenster, die durch hohe Parapete mit Putzfeldern verbunden sind, Kordongesimse sowie einen abschließenden Dreiecksgiebel auf Voluten gestaltet. In der abgesetzten rechten der drei Achsen ist das genutete Korbbogenportal (ca. 1563) angeordnet. Im ersten Hof befinden sich offene Pawlatschen sowie ein großer Brunnen mit steinerner Schale. Durch ein Rundbogenportal mit Gitter aus dem 17. Jahrhundert gelangt man in den zweiten Hof mit dem hinteren Renaissancetrakt. Der Dachstuhl stammt aus dem vierten Viertel des 17. Jahrhunderts.              | BDA-Hist.: Q37950549 Status: Bescheid Stand der BDA-Liste: 2025-06-30 Name: sog. Paltisches Haus GstNr.: 969 Paltisches Haus                                                                                                |
| ja   | Datei hochladen | ehem. Benefiziatenhaus des Wiener Magistrat HERIS-ID: 33162 Objekt-ID: 30509                                                    | Himmelpfortgasse 17 Standort KG: Innere Stadt      | Das 1753 erbaute schlichte spätbarocke Bürgerhaus hat eine Fassade mit einem seichten Mittelrisalit, geraden Wandfeldern, gerade verdachten Fenstern und schlichtem Dekor in den Parapeten, ein Kordongesims und darüber ein Attikageschoß. Über dem zweiachsigen Portal verläuft ein verkröpftes Gesims mit seitlich zwei Vasen sowie in der Mitte einer Engelsstatue mit zwei Wappen. | BDA-Hist.: Q37950559 Status: Bescheid Stand der BDA-Liste: 2025-06-30 Name: ehem. Benefiziatenhaus des Wiener Magistrat GstNr.: 972 Himmelpfortgasse 17, Vienna                                                             |
| ja   | Datei hochladen | Bürgerhaus HERIS-ID: 47362 Objekt-ID: 50348                                                                                     | Himmelpfortgasse 19 Standort KG: Innere Stadt      | Das barocke Bürgerhaus wurde im zweiten Viertel des 18. Jahrhunderts erbaut und 1839 aufgestockt. Die glatte additiv gegliederte Fassade weist im Erdgeschoß 1952 eingebaute Fenster und in den Obergeschoßen gerade verdachte Fenster mit vertieften Sturzfeldern sowie im zweiten Obergeschoß Konsolen auf. Das gerade verdachte Portal enthält die originale Holztüre; oberhalb verläuft ein seitlich verkröpftes Gebälk, das auf Volutenkonsolen ruht. Im Obergeschoß ist eine Hauskapelle mit einem Altar in der Art der römischen Kosmaten mit Einlegearbeiten und Säulchen vom Anfang des 20. Jahrhunderts eingerichtet. Im schlichten Hof sind geschlossene Pawlatschen vorhanden. | BDA-Hist.: Q38026596 Status: § 2a Stand der BDA-Liste: 2025-06-30 Name: Bürgerhaus GstNr.: 973 Himmelpfortgasse 19, Vienna                                                                                                  |
| ja   | Datei hochladen | Schweizertrakt, Schweizerhof mit Hofburgkapelle, Schatzkammer HERIS-ID: 23750 Objekt-ID: 20113                                  | Hofburg Standort KG: Innere Stadt                  | Der Schweizerhoftrakt ist der älteste Teil der Hofburg und geht auf die in den 1550er-Jahren umgebaute mittelalterliche Burg zurück. Zum Burginnenhof hin sowie zum Ostteil ist noch der ursprüngliche Burggraben erhalten. Hauptakzent der Fassade ist das Schweizertor aus der Hochrenaissance, dessen Ausgestaltung Pietro Ferrabosco zugeschrieben wird. Es handelt sich um zwei prunkvolle Rustikaportale in Schwarz-Rot-Gold mit toskanischen Pilastern, das von einem Triglyphen-Metopenfries und dem Wappen Kaiser Ferdinands I. bekrönt wird. Der Innenhof ist schlicht mit toskanischen Belendpfeilerarkaturen gegliedert. Die Hofburgkapelle stammt aus dem 13. Jahrhundert, der Chor wurde im 15. Jahrhundert verlängert und ist der einzige von außen sichtbare Teil. Im Nordosttrakt befindet sich die Schatzkammer, Aufbewahrungsort der kaiserlichen Insignien und Gewänder.                                                              | BDA-Hist.: Q37878562 Status: Bescheid Stand der BDA-Liste: 2025-06-30 Name: Schweizertrakt, Schweizerhof mit Hofburgkapelle, Schatzkammer GstNr.: 1 Schweizertrakt                                                          |
| ja   | Datei hochladen | Kaiser Franz-Denkmal (Franz II.) HERIS-ID: 23768 Objekt-ID: 20131 Wien Kulturgut: 48302                                         | Hofburg Standort KG: Innere Stadt                  | Das Denkmal wurde von Pompeo Marchesi geschaffen und 1846 enthüllt. Es ist das bedeutendste Denkmal des Spätklassizismus in Wien. Auf einem Podest befindet sich ein quadratischer Sockel mit Inschriften, darüber ein oktogonaler Sockel mit Reliefs und darauf letztendlich die monumentale Statue des Kaisers in antiker Kleidung. Die acht Reliefs stellen Allegorien auf Franz I. als Förderer (der Wissenschaft u. s. w.) dar, auf den vier Ecksockeln befinden sich weibliche Sitzfiguren, die die kaiserlichen Tugenden verkörpern (Friede, Glaube, Stärke, Gerechtigkeit). | BDA-Hist.: Q28076860 Status: Bescheid Stand der BDA-Liste: 2025-06-30 Name: Kaiser Franz-Denkmal (Franz II.) GstNr.: 1 Emperor Francis monument (Vienna)                                                                    |
| ja   | Datei hochladen | Schweizerhofbrunnen HERIS-ID: 23779 Objekt-ID: 20142 Wien Kulturgut: 48292                                                      | Hofburg Standort KG: Innere Stadt                  | Der Brunnen wurde 1552 vom Bildhauer Pietro Solari aus Kaiserstein errichtet. Er hat einen Doppeladler als Relief und ist mit einem Schmiedeeisengitter bekrönt. | BDA-Hist.: Q37878903 Status: Bescheid Stand der BDA-Liste: 2025-06-30 Name: Schweizerhofbrunnen GstNr.: 1 Schweizerhofbrunnen                                                                                               |
| ja   | Datei hochladen | Leopoldinischer Trakt HERIS-ID: 17484 Objekt-ID: 13764                                                                          | Hofburg Standort KG: Innere Stadt                  | Der Leopoldinische Trakt (benannt nach Kaiser Leopold I., unter dem er erbaut wurde) ist der Verbindungstrakt zwischen dem Schweizerhof und der ursprünglich freistehenden Amalienburg. Er wurde 1660–1667 entlang der Stadtmauer nach Plänen von Filiberto Lucchese erbaut und nach einem Brand 1668 von Giovanni Pietro Tencalla umgestaltet und aufgestockt. Die Hauptfassade zum heutigen Heldenplatz ist ohne Risalite flächig durch Riesenlisenen gegliedert. Zum Platz in der Burg ist die Fassade gleichfalls additiv mit geschoßweise differenzierten, gerade verdachten Fenstern. Der Vorbau zum Ballhausplatz mit seinem polygonal hervorspringenden Torbau stammt aus dem Jahr 1875 und ist in Neorenaissanceformen gehalten. Die Wohn- und Zeremonialappartements in der Beletage sind in Rokokoformen gehalten und stammen aus den 1750er-Jahren von Nikolaus Pacassi.                                                                      | BDA-Hist.: Q113812408 Status: Bescheid Stand der BDA-Liste: 2025-06-30 Name: Leopoldinischer Trakt GstNr.: 1 Leopoldinischer Trakt                                                                                          |
| ja   | Datei hochladen | Reichskanzleitrakt HERIS-ID: 23749 Objekt-ID: 20112                                                                             | Hofburg Standort KG: Innere Stadt                  | Der Reichskanzleitrakt ist Teil der Pläne Kaiser Karls VI., das Erscheinungsbild der Burg geschlossen und einheitlich zu gestalten. Geplant wurde das Gebäude ab 1723 von Johann Lukas von Hildebrandt, 1725 wurde der Trakt zur Schauflergasse hin fertiggestellt und 1726 wurde die Bauleitung von Joseph Emanuel Fischer von Erlach übernommen. 1730 wurde der Trakt zum dadurch entstehenden Platz In der Burg fertiggestellt. Die Fassade zum Platz ist die Hauptfassade, sie ist langgestreckt und durch drei flache Risalite gegliedert. Oberhalb der genuteten Sockelzone befinden sich zwei durch korinthische Pilaster gegliederte Hauptgeschoße, darüber ein Attikageschoß. Die Attikaskulpturen (Wappenkartusche mit Kaiserkrone, Genien und allegorischen Figuren) stammen von Lorenzo Mattielli. Die Fassade zur Schauflergasse ist kürzer mit gebändertem Sockel und glatter Oberzone mit dem für Hildebrandt üblichen Nabelscheibendekor. | BDA-Hist.: Q2139504 Status: Bescheid Stand der BDA-Liste: 2025-06-30 Name: Reichskanzleitrakt GstNr.: 1 Reichskanzleitrakt                                                                                                  |
| ja   | Datei hochladen | Hohe Brücke HERIS-ID: 95372 Objekt-ID: 110720                                                                                   | Hohe Brücke Standort KG: Innere Stadt              | Die 1904 in der heutigen Form fertiggestellte Brücke wurde nach Plänen des Architekten Josef Hackhofer im Jugendstil errichtet, die Ausführung erfolgte durch Waagner Biro und den Hofbaumeister Heinz Gerl. Die Außenfronten wurden mit Marmor verkleidet und die Stäbe des eisernen Geländers mit Ornamenten versehen. | BDA-Hist.: Q1623446 Status: § 2a Stand der BDA-Liste: 2025-06-30 Name: Hohe Brücke GstNr.: 1606 Hohe Brücke, Vienna |
| ja   | Datei hochladen | Wohn- und Geschäftshaus HERIS-ID: 47433 Objekt-ID: 50501                                                                        | Hohenstaufengasse 1 Standort KG: Innere Stadt      | Das strenghistoristische Eckhaus in Formen der Neu-Wiener Renaissance, erbaut 1875/76 durch Karl Scheffler, hat eine durch Giebelfenster additiv gegliederte Fassade; die Mittelachse ist durch ein ionisches Halbsäulenportal sowie Ädikulafenster betont. Der Eck- und Seitenrisalit ist durch Ortsteinquader gestaltet. Anmerkung: Identanschrift Renngasse 5 | BDA-Hist.: Q38027049 Status: Bescheid Stand der BDA-Liste: 2025-06-30 Name: Wohn- und Geschäftshaus GstNr.: 198/9 |
| ja   | Datei hochladen | Haustor mit dem Flur samt Bronzebüste HERIS-ID: 33171 Objekt-ID: 30521                                                          | Hohenstaufengasse 2 Standort KG: Innere Stadt      | Das strenghistoristische Wohnhaus entstand 1876/77 durch Heinrich von Ferstel und Karl Köchlin. Das Portal an der abgeschrägten Hausecke Hohenstaufengasse – Renngasse ist bauplastisch reich dekoriert und wird von Karyatidenhermen flankiert, welche einen über zwei Geschoße reichenden Erker und darauf einen Balkon tragen. Das Foyer ist mit einem stuckierten Tonnengewölbe sowie toskanischen Doppelsäulen zum Stiegenhaus gestaltet und beherbergt eine Metallbüste von Heinrich von Ferstel. Anmerkung: Identanschrift Renngasse 7 | BDA-Hist.: Q37950573 Status: Bescheid Stand der BDA-Liste: 2025-06-30 Name: Haustor mit dem Flur samt Bronzebüste GstNr.: 198/4                                                                                             |
| ja   | Datei hochladen | Ehem. Länderbankgebäude HERIS-ID: 47432 Objekt-ID: 50500                                                                        | Hohenstaufengasse 3 Standort KG: Innere Stadt      | Das Gebäude wurde 1882–1884 von Otto Wagner für die Österreichische Länderbank gebaut. Es beherbergt heute diverse Amtsräume. Es hat eine ausnehmend strengen Fassade und bedingt durch die Achsenverschiebung zur Eingangsfront einen ungewöhnlich gelösten baulichen Grundriss. Im Inneren findet sich ein prachtvoller runden Eingangsbereich, an den sich ein ovaler Kassensaal anschloss. | BDA-Hist.: Q26911630 Status: § 2a Stand der BDA-Liste: 2025-06-30 Name: Ehem. Länderbankgebäude GstNr.: 198/8 Hohenstaufengasse 3, Vienna                                                                                   |
| ja   | Datei hochladen | Wohnhaus HERIS-ID: 63756 Objekt-ID: 76442                                                                                       | Hohenstaufengasse 5 Standort KG: Innere Stadt      | Ludwig Tischler erbaute 1880 das historistische Gebäude mit additiv durch Giebelfenster gegliederter Fassade, Eckrisaliten mit dreiteiligen Ädikulafenstern sowie einem (1906 geschlossenen) aufwändigen Portal, oberhalb dem ein konvexer Balkon hervor ragt. | BDA-Hist.: Q38104212 Status: Bescheid Stand der BDA-Liste: 2025-06-30 Name: Wohnhaus GstNr.: 198/10 |
| ja   | Datei hochladen | Vermählungsbrunnen HERIS-ID: 24524 Objekt-ID: 20922 Wien Kulturgut: 48382                                                       | Hoher Markt Standort KG: Innere Stadt              | Errichtet wurde der Brunnen von 1729 bis 1732 von Joseph Emanuel Fischer von Erlach, wobei er ein älteres Monument seines Vaters ersetzte und mit einem vorher bereits vorhandenen Brunnen verband. Dem Sockel sind seitlich Brunnenbecken mit Springbrunnen angelagert, darauf befindet sich eine Vermählungsszene. Bekrönt ist der Brunnen mit einem Baldachin über korinthischen Säule. Der Bildhauer der Figuren war Antonio Corradini. Die Architektur des Votivdenkmals stammt von Hofsteinmetz Elias Hügel. | BDA-Hist.: Q2517129 Status: § 2a Stand der BDA-Liste: 2025-06-30 Name: Vermählungsbrunnen GstNr.: 1646 Vermählungsbrunnen                                                                                                   |
| ja   | Datei hochladen | Ehem. Gerichtsgebäude, sog. Schranne HERIS-ID: 47456 Objekt-ID: 50529                                                           | Hoher Markt 5 Standort KG: Innere Stadt            | An dieser Stelle stand bis 1855 die Wiener Schranne, das älteste Gerichtsgebäude. Das 1438–1441 errichtete erste Gebäude wurde 1731–1740 durch einen Neubau von Joseph Emanuel Fischer von Erlach ersetzt, der seinerseits 1855 nach Verlegung des Gerichts in das jetzige Gebäude des Landesgerichts für Strafsachen Wien bis auf einen Kern abgerissen wurde. Den Nachfolgebau adaptierte Ludwig Baumann 1912 zu einem fünfgeschoßigen spätklassizistischen Eckhaus mit einer eingezogenen Eckrundung, durchgehender Quadernutung und additiver Fensterreihung; ein Uhrengiebel von 1735 blieb vom barocken Vorgängerbau erhalten. Im Erdgeschoß befindet sich ein Geschäftsportal aus der Zeit um 1900 mit einer Aufschrift aus der Zwischenkriegszeit. | BDA-Hist.: Q38027181 Status: Bescheid Stand der BDA-Liste: 2025-06-30 Name: Ehem. Gerichtsgebäude, sog. Schranne GstNr.: 541 Hoher Markt 5, Vienna                                                                          |
| ja   | Datei hochladen | Anker-Uhr HERIS-ID: 74986 Objekt-ID: 88451 Wien Kulturgut: 48304                                                                | Hoher Markt 10-11 Standort KG: Innere Stadt        | Auf einer Brücke zwischen zwei Gebäuden befindet sich eine Bilderuhr mit Orgelspielwerk, die in den Jahren 1911–1914 von Franz Matsch entworfen wurde. In der Mitte des Kupferblechrahmens mit Allegorien von Leben Tod, Basilisken und Sonnenscheibe ist ein Kreisausschnitt mit Wappen, an dem zwölf überlebensgroße Figuren aus bemaltem Kupferblech vorbeiparadieren, die die Geschichte Wiens repräsentieren. Auf der Unterseite befindet sich ein Relief von Sphingen, die einen Himmelsglobus halten. | BDA-Hist.: Q557226 Status: Bescheid Stand der BDA-Liste: 2025-06-30 Name: Anker-Uhr GstNr.: 529 Ankeruhr |
| ja   | Datei hochladen | Unterirdische Bedürfnisanstalt, Öffentliche WC-Anlage HERIS-ID: 78217 Objekt-ID: 91875                                          | Irisgasse W Standort KG: Innere Stadt              | Die Bedürfnisanstalt wurde 1939 von der Firma Wilhelm Beetz erbaut. Die Abgänge werden von Gusseisen-Schranken flankiert, die verglasten Holzabteile in den unterirdischen Räumen sind original erhalten. | BDA-Hist.: Q17128112 Status: § 2a Stand der BDA-Liste: 2025-06-30 Name: Unterirdische Bedürfnisanstalt, Öffentliche WC-Anlage GstNr.: 1597 Bedürfnisanstalt (Wien 01, Irisgasse, ObjektID: 91875)                           |
| ja   | Datei hochladen | Wohn- und Geschäftshaus, Stephanshof HERIS-ID: 47476 Objekt-ID: 50555                                                           | Jasomirgottstraße 3, 3A Standort KG: Innere Stadt  | Das breit gelagerte späthistoristische Wohn- und Geschäftshaus wurde 1886 von Otto Thienemann erbaut. Über einer gebänderten Sockelzone erhebt sich ein Mezzanin mit kopfbesetzten Volutenkeilsteinen, eine Obergeschoßzone mit additiv gereihten Fenstern und ein Attikageschoß mit Löwenhermen. Der Mittelrisalit weist in der Oberzone korinthische Riesenpilaster und gebuchte Balkone mit Schmiedeeisengitter in der Beletage auf, oberhalb der Attikazone befindet sich noch ein Ateliergeschoß. | BDA-Hist.: Q38027334 Status: Bescheid Stand der BDA-Liste: 2025-06-30 Name: Wohn- und Geschäftshaus, Stephanshof GstNr.: 603/3                                                                                              |
| ja   | Datei hochladen | Ehem. Johanneshof, ehem. Kommendehaus des Malteser Ritterordens HERIS-ID: 30840 Objekt-ID: 27629                                | Johannesgasse 2 Standort KG: Innere Stadt          | Das Kommendehaus des Malteserordens wurde von 1837 bis 1839 nach Plänen des Architekten Alois Pichl errichtet und ist die monumentalisierte Version eines biedermeierlichen Zinshauses. Das Erdgeschoß ist rundbogengegliedert, die Oberzone ist durch ein Gesims zweigeteilt. In der Johannesgasse ist die Mitte durch Giebel und Riesenpilasterordnung betont, dort befindet sich auch ein rustiziertes Rundbogenportal. | BDA-Hist.: Q37938180 Status: Bescheid Stand der BDA-Liste: 2025-06-30 Name: Ehem. Johanneshof, ehem. Kommendehaus des Malteser Ritterordens GstNr.: 1000/2 Commandry of the Knights of Malta, Vienna                        |
| ja   | Datei hochladen | Ehem. Haus des Wiener Kaufmännischen Vereines/Metro-Kino HERIS-ID: 30842 Objekt-ID: 27632                                       | Johannesgasse 4 Standort KG: Innere Stadt          | Das Haus wurde um 1892 von Christian Ulrich erbaut, das darin befindliche Kino ist ein 1952 von Robert Kotas adaptierter Theatersaal. Die Vorgängergebäude auf diesem Ort lassen sich bis ins 14. Jahrhundert zurückverfolgen. Der Bau folgt der neobarocken Formensprache und ist symmetrisch gegliedert, wobei vor allem die seitlichen Öffnungsachsen hervorgehoben sind. Vertikal ist er in drei Zonen gegliedert. Unten ist die gebänderte Sockelzone mit den zwei Portalen, die von Konsolen mit Vasen flankiert werden und oberhalb derer sich geschwungene Balkone befinden. Die beiden Hauptgeschoße weisen eine reich geschmückte Fenstergliederung auf, während das Attikageschoß relativ einfach gehalten ist. Der Theatersaal, in dem sich nunmehr das Metro-Kino Kino befindet, weist Neorokoko-Formen auf. | BDA-Hist.: Q116258772 Status: § 2a Stand der BDA-Liste: 2025-06-30 Name: Ehem. Haus des Wiener Kaufmännischen Vereines/Metro-Kino GstNr.: 1003/3 Johannesgasse 4, Vienna                                                    |
| ja   | Datei hochladen | Palais Questenberg/Kaunitz, Bundesministerium für Finanzen HERIS-ID: 38889 Objekt-ID: 38500                                     | Johannesgasse 5-5A Standort KG: Innere Stadt       | Das bedeutende hochbarocke Palais wurde in drei Etappen erbaut: Adaptierung des Vorgängerbaus 1689–1693 durch Christian Alexander Oedtl und Georg Pawanger, östlich des Innenhofs und einheitliche Fassadierung 1701–1703, westlich des Innenhofs 1718–1724 durch Franz Jänggl. Es hat eine breit gelagerte Hauptfassade mit einem Mittelrisaliten und zwei seichten Seitenrisaliten. Oberhalb der gebänderten Sockelzone sind die Portalachsen durch Riesenpilaster gegliedert. Es gibt zwei korbbogige Stabportale mit seitlichen ionischen Pfeilern, Volutenschlussstein und konvexem Balkon. Der Spiegelsaal mit Deckengemälden von Marcantonio Chiarini und Gaetano Fanti wurde 1945 zerstört. | BDA-Hist.: Q37985069 Status: § 2a Stand der BDA-Liste: 2025-06-30 Name: Palais Questenberg/Kaunitz, Bundesministerium für Finanzen GstNr.: 993 Palais Questenberg-Kaunitz                                                   |
| ja   | Datei hochladen | Hofkammerarchiv HERIS-ID: 30845 Objekt-ID: 27635                                                                                | Johannesgasse 6 Standort KG: Innere Stadt          | Das ehemalige Hofkammerarchiv ist einer der ältesten Archivbauten Mitteleuropas und wurde 1843/44 von Paul Sprenger erbaut. Die Straßenfassade ist durch einen genuteten Sockel und rustizierten Fensterrahmungen, sowie darüber durch dichte, hohe Ädikulafenster mit geraden Verdachungen charakterisiert. In einer Rechtecknische im Hof befindet sich ein spätgotisches Relief aus dem Jahr 1482. Das Innere ist durch kreuzgratgewölbte Hallen charakterisiert, insbesondere auch das Direktionszimmer Franz Grillparzers. | BDA-Hist.: Q15832553 Status: Bescheid Stand der BDA-Liste: 2025-06-30 Name: Hofkammerarchiv GstNr.: 1005/2 Hofkammerarchiv                                                                                                  |
| ja   | Datei hochladen | Palais Corbelli-Schoeller HERIS-ID: 30846 Objekt-ID: 27636                                                                      | Johannesgasse 7 Standort KG: Innere Stadt          | Das Palais wurde um 1700 erbaut und wird Johann Lucas von Hildebrandt zugeschrieben. Es weist einen seichten, von der Attikabalustrade abgeschlossenen Mittelrisaliten auf, dessen Obergeschoße von Riesenpilastern eingerahmt sind. Oberhalb des säulenflankierten Korbbogenportals befindet sich ein Balkon mit Balusterbrüstung und Akanthusdekor. | BDA-Hist.: Q2046938 Status: Bescheid Stand der BDA-Liste: 2025-06-30 Name: Palais Corbelli-Schoeller GstNr.: 991 Palais Corbelli-Schoeller                                                                                  |
| ja   | Datei hochladen | Hochschule für Musik und darstellende Kunst, ehem. Ursulinenkloster HERIS-ID: 30849 Objekt-ID: 27643                            | Johannesgasse 8 Standort KG: Innere Stadt          | Das erste Schulgebäude der Ursulinen an diesem Ort wurde 1660 eröffnet und in den darauffolgenden Jahrzehnten mehrmals erweitert. 1734–1745 wurde das Kloster in der Johannesgasse von Anton Martinelli erbaut. 1963–1968 wurde es stark verändert und in die heutige Universität umgewandelt. Es ist ein viergeschoßiges Gebäude um einen nahezu quadratischen Hof mit leicht gekrümmter Straßenfassade, die durch Putzbänder in drei Zonen aufgeteilt ist. Das Rechteckportal mit übergiebeltem Supraporte-Aufsatz weist Flachreliefs der Heiligen Ursula und Augustinus, sowie des Auge Gottes auf. | BDA-Hist.: Q37938288 Status: Bescheid Stand der BDA-Liste: 2025-06-30 Name: Hochschule für Musik und darstellende Kunst, ehem. Ursulinenkloster GstNr.: 1008, 1009                                                          |
| ja   | Datei hochladen | Ursulinenkirche HERIS-ID: 64382 Objekt-ID: 77099                                                                                | Johannesgasse 8 Standort KG: Innere Stadt          | Die in den Gebäudekomplex eingebaute barocke Kirche mit hohem Satteldach wurde ab 1673 gebaut und 1675 geweiht. Sie weist eine dreigeschoßige Riesenpilasterfassade mit Segmentbogenfenstern und rundbogige Nischen an den Seitenachsen auf. Die Mittelachse ist durch das Ädikulaportal mit Sprenggiebel und durch Rundbogenfenster betont. Im Inneren ist die Stuckausstattung sehr reichhaltig, Hochaltar und Seitenaltäre stammen aus der Zeit um 1800. Die Kirche, insbesondere die Orgel, wird heute von der Abteilung für Kirchenmusik der Universität für Musik und darstellende Kunst genutzt. | BDA-Hist.: Q2222404 Status: Bescheid Stand der BDA-Liste: 2025-06-30 Name: Ursulinenkirche GstNr.: 1010 St. Ursula's Church, Vienna                                                                                         |
| ja   | Datei hochladen | Ginzkeyhof HERIS-ID: 30850 Objekt-ID: 27644 Wiener Wohnen: 65                                                                   | Johannesgasse 9-13 Standort KG: Innere Stadt       | Dieser kommunale Wohnbau wurde 1954/55 von Ladislaus Hrdlicka errichtet. Es wurde anstelle des im Krieg zerstörten Goldberg'schen Stiftungshauses errichtet, das ursprünglich eine Burse für arme Studenten war. Darauf nimmt der Fassadenschmuck oberhalb des Eingangs Bezug, der fünf Studenten in alter Tracht zeigt. Das Gebäude selbst schließt in den Traufhöhen an die Nachbargebäude an. Die Fassade ist symmetrisch gegliedert, mit einem weit zurückspringenden Mittelteil, der Platz für Geschäftsauslagen bietet. | BDA-Hist.: Q37938304 Status: § 2a Stand der BDA-Liste: 2025-06-30 Name: Ginzkeyhof GstNr.: 988 Ginzkeyhof |
| ja   | Datei hochladen | Miethaus HERIS-ID: 32067 Objekt-ID: 29122                                                                                       | Johannesgasse 14 Standort KG: Innere Stadt         | Der an drei Seiten freistehende strenghistoristische Bau in den Formen der Neu-Wiener Renaissance wurde 1868/69 von Carl Tietz erbaut. Er weist Eckrisalite und additiv angeordnete Giebelfenster auf, die Mittelachse und die Risaliten werden durch Ädikulen, Statuen und Relieffiguren hervorgehoben. | BDA-Hist.: Q37946022 Status: Bescheid Stand der BDA-Liste: 2025-06-30 Name: Miethaus GstNr.: 1335/2 Johannesgasse 14, Vienna                                                                                                |
| ja   | Datei hochladen | Stadtpalais, Savoy'sches Damenstift HERIS-ID: 34394 Objekt-ID: 32650                                                            | Johannesgasse 15 Standort KG: Innere Stadt         | Das Palais entstand Ende des 17. Jahrhunderts durch Zusammenlegung zweier älterer Häuser. Die heutige Fassade mit den beiden Rundbogenportalen, die von Vasen, Putti und Allianzwappen bekrönt werden, stammt von Joseph Meissl aus dem Jahr 1761. Die Bleiskulptur Maria Immaculata in einer Mauernische der Mittelachse ist ein Hauptwerk von Franz Xaver Messerschmidt aus dem Jahr 1768. Aus ungefähr derselben Zeit stammt auch der Witwe-von-Sarepta-Brunnen im Hof, der von Messerschmidt und Martin Johann Schmidt geschaffen wurde. | BDA-Hist.: Q2228235 Status: Bescheid Stand der BDA-Liste: 2025-06-30 Name: Stadtpalais, Savoy'sches Damenstift GstNr.: 981 Savoysches Damenstift                                                                            |
| ja   | Datei hochladen | Wohn- und Geschäftshaus HERIS-ID: 32068 Objekt-ID: 29123                                                                        | Johannesgasse 16 Standort KG: Innere Stadt         | Dieses strenghistoristische Eckhaus in den Formen der Neu-Wiener Renaissance wurde 1868/69 von Julius Dörfel erbaut. Im Stiegenhaus steht eine Kopie des Merkur von Giambologna. | BDA-Hist.: Q37946031 Status: Bescheid Stand der BDA-Liste: 2025-06-30 Name: Wohn- und Geschäftshaus GstNr.: 1339 |
| ja   | Datei hochladen | Wohnhaus, Teil des Savoy’schen Damenstifts HERIS-ID: 47359seit 2021                                                             | Johannesgasse 17 Standort KG: Innere Stadt         | Das Haus wurde 1783 vom Savoy’schen Damenstift erworben und 1784 von Andreas Zach adaptiert und unter Einbeziehung älterer Substanz zu einem Nebentrakt umgebaut. Die Straßenfassade weist ein genutetes Erdgeschoß und darüber Lisenengliederung auf. Die Fenster sind ausladend verdacht und mit Plattendekor akzentuiert. | BDA-Hist.: Q104772060 Status: Bescheid Stand der BDA-Liste: 2025-06-30 Name: Wohnhaus GstNr.: 980 Savoysches Damenstift |
| ja   | Datei hochladen | Wohn- und Geschäftshaus HERIS-ID: 32150 Objekt-ID: 29212                                                                        | Johannesgasse 18 Standort KG: Innere Stadt         | Identadresse Schubertring 2. Dieses strenghistoristische Eckhaus in Formen der Neu-Wiener Renaissance wurde 1864 von Johann Romano erbaut. Die Fenstergliederung ist additiv, zum abgefasten Eckrisaliten mit ochsenaugenartigen Attikaaufsätzen hin weist der Bau hermenpilastergerahmte Ädikulafenster auf. | BDA-Hist.: Q37946398 Status: Bescheid Stand der BDA-Liste: 2025-06-30 Name: Wohn- und Geschäftshaus GstNr.: 1338 Schubertring 2, Vienna                                                                                     |
| ja   | Datei hochladen | Wohn- und Geschäftshaus HERIS-ID: 83640 Objekt-ID: 97677                                                                        | Johannesgasse 22 Standort KG: Innere Stadt         | Dieses strenghistoristische Eckhaus wurde 1865 von Johannes Garben und Anton Baumgarten erbaut. Es entspricht dem Typus eines großen Zinshauses mit Eckrisaliten. Die Hauptachse ist mit Säulenportal, Karyatiden, eingestellten Säulen, Stelenputten und Balkonen hervorgehoben. | BDA-Hist.: Q38181016 Status: Bescheid Stand der BDA-Liste: 2025-06-30 Name: Wohn- und Geschäftshaus GstNr.: 1318 Johannesgasse 22, Vienna                                                                                   |
| ja   | Datei hochladen | Palais Larisch-Mönnich, Botschaft der Republik Irak HERIS-ID: 34395 Objekt-ID: 32651                                            | Johannesgasse 26 Standort KG: Innere Stadt         | Das Palais wurde 1867/68 von Sicardsburg/van der Nüll erbaut. Es ist das letzte Werk der beiden Architekten und wurde postum von Karl Stattler vollendet. Das Gebäude ist in den Formen des französischen Manierismus gehalten, der repräsentative Charakter wird durch den Erkerturm, die hohe Beletage und den breiten Mittelrisaliten betont. | BDA-Hist.: Q23009893 Status: Bescheid Stand der BDA-Liste: 2025-06-30 Name: Palais Larisch-Mönnich, Botschaft der Republik Irak GstNr.: 1315 Palais Larisch von Moennich                                                    |
| ja   | Datei hochladen | Kursalon im Stadtpark HERIS-ID: 24548 Objekt-ID: 20949                                                                          | Johannesgasse 33 Standort KG: Innere Stadt         | Der Kursalon wurde 1865–1867 von Johann Garben in der Form eines barocken Gartenpalais erbaut. Er hat einen zweigeschoßigen Mitteltrakt mit einer Einfahrt in Form eines vorgelagerten Risaliten sowie eingeschoßige reich durchfensterte Seitentrakte mit niedrigen Walmdächern. Ursprünglich für Trinkkuren gedacht, wurde der Bau schon kurze Zeit später als Konzert- und Tanzlokal genutzt. | BDA-Hist.: Q1266829 Status: Bescheid Stand der BDA-Liste: 2025-06-30 Name: Kursalon im Stadtpark GstNr.: 1341 Kursalon, Vienna                                                                                              |
| ja   | Datei hochladen | Musikpavillon vor dem Kursalon HERIS-ID: 24563 Objekt-ID: 20964                                                                 | Johannesgasse 33 Standort KG: Innere Stadt         | Der offene Pavillon wurde im Stil des strengen Historismus erbaut und weist dorische Säulen auf. | BDA-Hist.: Q37885180 Status: Bescheid Stand der BDA-Liste: 2025-06-30 Name: Musikpavillon vor dem Kursalon GstNr.: 1341 Musikpavillon Stadtpark                                                                             |
| ja   | Datei hochladen | Kaiser Joseph-Denkmal (Joseph II.) HERIS-ID: 23770 Objekt-ID: 20133 Wien Kulturgut: 48151                                       | Josefsplatz Standort KG: Innere Stadt              | Das Denkmal für Kaiser Joseph II. wurde 1795–1807 von Franz Anton Zauner unter Mithilfe von Josef Kiechl geschaffen, und lehnt sich an das Marc-Aurel-Denkmal in Rom an. Über einer mehrstufigen Basis befindet sich ein querrechteckiger Sockel mit ausladendem Gesims und Blattwerkfriesen, darüber das klassizistische bronzene Reiterstandbild des Kaisers, das ihn in antikisierender Feldherrentracht zeigt. Am Sockel sind Inschriftentafeln und Reliefs mit der Darstellung Josephs als Förderer von Handel und Landwirtschaft zu sehen. | BDA-Hist.: Q37878789 Status: Bescheid Stand der BDA-Liste: 2025-06-30 Name: Kaiser Joseph-Denkmal (Joseph II.) GstNr.: 1673 Emperor Joseph II. monument                                                                     |
| ja   | Datei hochladen | Nationalbibliothek, Prunksaaltrakt und Josefsplatz HERIS-ID: 17489 Objekt-ID: 13769                                             | Josefsplatz 2 Standort KG: Innere Stadt            | Der Trakt der Hofbibliothek war ursprünglich ein freistehender Bau, der von 1722 bis 1726 nach Plänen von Johann Bernhard Fischer von Erlach errichtet wurde und erst mit der Entstehung des Josefsplatzes durch die Errichtung der Flankentrakte um 1769 in die Hofburg integriert wurde. Der Baukörper weist an beiden Seiten einen Mittelrisaliten auf, der in der Dachzone zum Quertrakt wird, wodurch ein Ensemble von Mansarddächern entsteht. Auch den flachen Seitenrisaliten sind Mansarddach-Aufsätze vorgeblendet. Oberhalb der geböschten Sockelszone ist die Fassade durch ionische Riesenpilaster gegliedert, die am Risaliten gedoppelt sind. Die Attikaskulpturen stammen von Lorenzo Mattielli. Sehr bedeutend ist auch die Innenausstattung mit einem Deckenfresko von Daniel Gran (Die Apotheose Kaiser Karls VI.) sowie 17 lebensgroßen Statuen des Hauses Habsburg von Peter und Paul Strudel.                                       | BDA-Hist.: Q37839777 Status: Bescheid Stand der BDA-Liste: 2025-06-30 Name: Nationalbibliothek, Prunksaaltrakt und Josefsplatz GstNr.: 1, 1673 Hofbibliothek (Hofburg)                                                      |
| ja   | Datei hochladen | Redoutensaaltrakt HERIS-ID: 23748 Objekt-ID: 20111                                                                              | Josefsplatz 3, 4 Standort KG: Innere Stadt         | Der Trakt geht auf den 1744–1748 erfolgten Bau eines Opernhauses anstelle eines älteren Tanzsaales durch Jean Nicolas Jadot de Ville-Issey zurück, das 1769–1772 ausgebaut und mit anderen Burgtrakten verbunden wurde. Dies wurde von Nikolaus von Pacassi und Franz Anton Hillebrand durchgeführt. Dabei entstand der Josefsplatz als ehrenhofartige Anlage, der auch den identisch fassadierten Augustinertrakt einschließt. Die Fassade orientiert sich an der Hofbibliothek und führt sie fort, die Riesenpilaster im Hauptgeschoß sind allerdings nur am Mittelrisaliten anzutreffen. In diesem Trakt befinden sich der Große und Kleine Redoutensaal. Letzterer wurde 1892 von Ferdinand Kirschner neu ausgestattet, ersterer geht mit seinem spätbarocken Dekor auf die 1770er-Jahre zurück, das Deckengemälde wurde nach einem Brand 1992 von Josef Mikl gestaltet.                                                                              | BDA-Hist.: Q61992451 Status: Bescheid Stand der BDA-Liste: 2025-06-30 Name: Redoutensaaltrakt GstNr.: 1 Redoutensaaltrakt                                                                                                   |
| ja   | Datei hochladen | Palais Fries-Pallavicini HERIS-ID: 33304 Objekt-ID: 30690                                                                       | Josefsplatz 5 Standort KG: Innere Stadt            | Dieses frühklassizistische Palais wurde 1783/84 von Johann Ferdinand Hetzendorf von Hohenberg erbaut und war durch seine Schlichtheit in der damaligen Zeit revolutionär und umstritten. Das Erdgeschoß ist gebändert, sonst ist es rein additiv durch die Fenster gegliedert, in den Parapetfeldern zwischen Mezzanin und Beletage befindet sich Reliefs. Spätere Ergänzung sind das Karyatidenportal und die Attikafiguren von Franz Anton Zauner. Die Ausstattung der Beletage stammt aus den Jahren 1843–1845 und ist eines der Hauptwerke des „zweiten Rokoko“ in Wien. | BDA-Hist.: Q459952 Status: Bescheid Stand der BDA-Liste: 2025-06-30 Name: Palais Fries-Pallavicini GstNr.: 1168 Palais Pallavicini                                                                                          |
| ja   | Datei hochladen | Palais Pálffy HERIS-ID: 40728 Objekt-ID: 40741                                                                                  | Josefsplatz 6 Standort KG: Innere Stadt            | Das in seinen Ausmaßen im Lauf der Zeit stark reduzierte Renaissancepalais geht auf die Zeit um 1575 zurück, wo es auch eine Fassade zur Dorotheergasse hatte. Nach Bombenschäden wurde es bis 1956 von Robert Kramreiter aufgestockt und vor allem im Inneren verändert wieder aufgebaut. Die klassizistische Fassade stammt aus der Zeit um 1800. Über einem genuteten Sockel sind die Obergeschoße additiv gegliedert, das Segmentbogenportal mit kannelierten Lisenen und abgetreppter gerader Verdachung weist eine Maske als Schlussstein auf und wird vom Wappen der Familie Pálffy bekrönt. | BDA-Hist.: Q873895 Status: Bescheid Stand der BDA-Liste: 2025-06-30 Name: Palais Pálffy GstNr.: 1170 Palais Pálffy (Josefsplatz)                                                                                            |
| ja   | Datei hochladen | Wohnhaus HERIS-ID: 78596 Objekt-ID: 92259                                                                                       | Judengasse 3 Standort KG: Innere Stadt             | Das schmale frühhistoristische Wohnhaus mit profilierten Fensterrahmungen wurde 1844 von Philipp Brandl erbaut und weist im Inneren eine bemerkenswerte Wendeltreppe mit originalem Geländer auf. | BDA-Hist.: Q38152450 Status: Bescheid Stand der BDA-Liste: 2025-06-30 Name: Wohnhaus GstNr.: 532 |
| ja   | Datei hochladen | Irene-Harand-Hof HERIS-ID: 47454 Objekt-ID: 50526 Wiener Wohnen: 64                                                             | Judengasse 4 Standort KG: Innere Stadt             | Dieser kommunale Wohnbau wurde 1951/52 von Fritz Waage errichtet. Das Haus mit seinen gerahmten Fenstern und der Bänderung im Erdgeschoß versucht, sich in seine barocke und historistische Umgebung einzupassen. In einer Nische befindet sich eine Statue der hl. Barbara aus der ersten Hälfte des 18. Jahrhunderts. | BDA-Hist.: Q38027166 Status: § 2a Stand der BDA-Liste: 2025-06-30 Name: Irene-Harand-Hof GstNr.: 531 Irene-Harand-Hof |
| ja   | Datei hochladen | Wohn- und Geschäftshaus HERIS-ID: 72105 Objekt-ID: 85324                                                                        | Judengasse 7 Standort KG: Innere Stadt             | Das Haus stammt im Kern aus dem 18. Jahrhundert und wurde 1844 von Carl Högl weitgehend verändert. Es handelt sich um ein frühhistoristisches Eckhaus mit originalen Eisenplattenläden im Erdgeschoß, additiver Fenstergliederung und einem pilastergerahmten Portal. | BDA-Hist.: Q38129393 Status: Bescheid Stand der BDA-Liste: 2025-06-30 Name: Wohn- und Geschäftshaus GstNr.: 534 Judengasse 7, Vienna                                                                                        |
| ja   | Datei hochladen | Wohn- und Geschäftshaus „Zur schwarzen Bürste“ HERIS-ID: 83954 Objekt-ID: 98014seit 2021                                        | Judengasse 11 Standort KG: Innere Stadt            | Das Eckhaus mit einer Fassade in Form des Josephinischen Plattenstils wurde 1786 von Franz Duschinger erbaut. Es ist additiv gegliedert, der flache Mittelrisalit weist einen Balkon über dem Korbbogenportal auf. Die platzlgewölbte Einfahrt mit Granitsteinpflaster führt zu einer Stiege mit Handlauf aus der Bauzeit. Anmerkung: Identadresse Salzgasse 8 | BDA-Hist.: Q104622592 Status: Bescheid Stand der BDA-Liste: 2025-06-30 Name: Wohn- und Geschäftshaus „Zur schwarzen Bürste“ GstNr.: 491 Zur schwarzen Bürste, Vienna                                                        |
| ja   | Datei hochladen | Miethaus, Zur schwarzen Bürste HERIS-ID: 56620 Objekt-ID: 66130                                                                 | Judengasse 16 Standort KG: Innere Stadt            | Das spätklassizistische Wohnhaus wurde 1828 von Josef Klee erbaut. Die Fassade weist additive Rundbogengliederungen sowie Fensterreihen mit dreieckigen und geraden Verdachungen auf. Es wurde um 1970 von Otto Niedermoser gemeinsam mit dem Nachbarhaus Seitenstettengasse 3 im Inneren vollständig erneuert. Anmerkung: Identadressen Ruprechtsplatz 5, Seitenstettengasse 1 | BDA-Hist.: Q38073075 Status: § 2a Stand der BDA-Liste: 2025-06-30 Name: Miethaus, Zur schwarzen Bürste GstNr.: 508/1, 508/2                                                                                                 |
| ja   | Datei hochladen | Gotthold-Ephraim-Lessing-Denkmal HERIS-ID: 24539 Objekt-ID: 20939 Wien Kulturgut: 41289                                         | gegenüber Judenplatz 3-4 Standort KG: Innere Stadt | Diese Bronzestatue von Lessing stammt von Siegfried Charoux und wurde zuerst 1935, sowie nach der Zerstörung der Statue durch die Nationalsozialisten erneut 1968 angefertigt. Sie stand bis 1982 unterhalb der Ruprechtskirche. | BDA-Hist.: Q37884992 Status: § 2a Stand der BDA-Liste: 2025-06-30 Name: Gotthold-Ephraim-Lessing-Denkmal GstNr.: 1619 Statue of Lessing, Judenplatz, Vienna                                                                 |
| ja   | Datei hochladen | Holocaust-Mahnmal HERIS-ID: 78606 Objekt-ID: 92270 Wien Kulturgut: 61046                                                        | Judenplatz Standort KG: Innere Stadt               | Das Mahnmal wurde auf eine Initiative von Simon Wiesenthal und nach einem Entwurf der Künstlerin Rachel Whiteread von der Stadt Wien errichtet und am 25. Oktober 2000 enthüllt. Auf einem rechteckigen Sockel mit Inschriften (Namen von Konzentrationslagern) erhebt sich ein Kubus mit einer rasterartigen Oberfläche aus Büchern, die mit dem Rücken nach innen stehen. | BDA-Hist.: Q869983 Status: § 2a Stand der BDA-Liste: 2025-06-30 Name: Holocaust-Mahnmal GstNr.: 1619 Judenplatz Holocaust Memorial                                                                                          |
| ja   | Datei hochladen | Wohnhaus, Zur Flucht nach Ägypten HERIS-ID: 34397 Objekt-ID: 32653                                                              | Judenplatz 1 Standort KG: Innere Stadt             | Das spätklassizistische Wohnhaus wurde 1820 erbaut. Es hat eine breit gelagerte, additive Fassade mit geraden und dreieckig verdachten Fenstern Rundbögen in der Sockelzone, sowie Dachgaupen. Der tonnengewölbte Keller stammt aus der Bauzeit. Anmerkung: Identadresse Jordangasse 7a-9 | BDA-Hist.: Q37957766 Status: Bescheid Stand der BDA-Liste: 2025-06-30 Name: Wohnhaus, Zur Flucht nach Ägypten GstNr.: 405/2, 405/1                                                                                          |
| ja   | Datei hochladen | Miethaus, Zum großen Jordan HERIS-ID: 34442 Objekt-ID: 32747                                                                    | Judenplatz 2 Standort KG: Innere Stadt             | Das dreigeschoßige Giebelhaus wurde zwischen 1542 und 1564 errichtet, das Vorgängerhaus stand im Jahr 1491 im Besitz eines gewissen Jörg Jordan. Es hat eine ortsteingequaderte Fassade mit zwei gerade verdachten Doppelachsen, einem gekehlten Korbbogenportal und Dachgaupen. An der Fassade ist ein Relief der Taufe Christi und des Hl. Georg angebracht, dessen Inschrift sich auf das Pogrom von 1421 bezieht. | BDA-Hist.: Q100900336 Status: Bescheid Stand der BDA-Liste: 2025-06-30 Name: Miethaus, Zum großen Jordan GstNr.: 404 Jordanhaus                                                                                             |
| ja   | Datei hochladen | Bürgerhaus, Genossenschaftshaus der Gastwirte HERIS-ID: 47443 Objekt-ID: 50512                                                  | Judenplatz 3-4 Standort KG: Innere Stadt           | Das späthistoristische Eckhaus wurde 1895 von Ludwig Schöne erbaut. Die Obergeschoße über dem rustizierten Sockel sind mit gebänderten Lisenen gegliedert, in der Beletage wechseln sich die Fensterverdachungen rhythmisch ab. Der Eckrisalit weist Hermenpilaster und zweigeschoßige Erker auf. | BDA-Hist.: Q38027093 Status: § 2a Stand der BDA-Liste: 2025-06-30 Name: Bürgerhaus, Genossenschaftshaus der Gastwirte GstNr.: 353 Haus der Wiener Gastwirte                                                                 |
| ja   | Datei hochladen | Wohn- und Geschäftshaus HERIS-ID: 78601 Objekt-ID: 92264                                                                        | Judenplatz 5 Standort KG: Innere Stadt             | Dieses späthistoristische Eckhaus wurde 1899 von Max Löw erbaut. Über einer hohen gebänderten Sockelzone erhebt sich eine Oberzone mit genuteten Riesenlisenen, die mit weiblichen Masken und Kartuschen dekoriert sind. An der Ecke befindet sich ein dreigeschoßiger Runderker, im Geschoß darüber befindet sich das Attikageschoß mit Rundbogenfenstern, Pilastern und Halbsäulen. | BDA-Hist.: Q38152460 Status: Bescheid Stand der BDA-Liste: 2025-06-30 Name: Wohn- und Geschäftshaus GstNr.: 354 Judenplatz 5                                                                                                |
| ja   | Datei hochladen | Volksschule, Pazelt Hof HERIS-ID: 47441 Objekt-ID: 50510                                                                        | Judenplatz 6 Standort KG: Innere Stadt             | Das späthistoristische Wohnhaus wurde 1900 von Wilhelm Jelinek erbaut. Es hat eine dominante Sockelzone mit dorischem Halbsäulenportal unter einem geschwungenen neobarocken Balkon mit ornamentierter Steinbrüstung. Die genutete Oberzone ist durch korinthische Riesenpilaster gegliedert. | BDA-Hist.: Q38027071 Status: § 2a Stand der BDA-Liste: 2025-06-30 Name: Volksschule, Pazelt Hof GstNr.: 359 Patzelt-Hof, Vienna                                                                                             |
| ja   | Datei hochladen | Wohnhaus, Zur Kleinen Dreifaltigkeit HERIS-ID: 34460 Objekt-ID: 32775                                                           | Judenplatz 7 Standort KG: Innere Stadt             | Das spätbarocke Bürgerhaus wurde um 1785 gebaut. Über dem Erdgeschoß, in dem sich originale Läden in Rundbögen befinden, ist das Haus additiv mit Plattendekor gegliedert. | BDA-Hist.: Q37958295 Status: Bescheid Stand der BDA-Liste: 2025-06-30 Name: Wohnhaus, Zur Kleinen Dreifaltigkeit GstNr.: 345 Zur Kleinen Dreifaltigkeit, Vienna                                                             |
| ja   | Datei hochladen | Misrachi-Haus, Museum Judenplatz HERIS-ID: 47442 Objekt-ID: 50511                                                               | Judenplatz 8 Standort KG: Innere Stadt             | Das frühbarocke Wohnhaus wurde 1694 erbaut, hat aber bedeutende spätmittelalterliche und frühneuzeitliche Bausubstanz. Die Fassade ist durch Putzfeldern und geraden Verdachungen gegliedert, das Rundbogenportal weist übers Eck gestellte korinthische Pilaster und eine geschwungene Verdachung auf. Bedeutend sind die archäologischen Ausgrabungen in den Kellergewölben, insbesondere die Bruchsteinfundamente der Synagoge, die vor 1294 erbaut wurde und bis zu den Pogromen von 1421 an Stelle des heutigen Hauses stand. | BDA-Hist.: Q38027083 Status: § 2a Stand der BDA-Liste: 2025-06-30 Name: Misrachi-Haus, Museum Judenplatz GstNr.: 346 Museum Judenplatz Wien                                                                                 |
| ja   | Datei hochladen | Ehem. Böhmische Hofkanzlei, jetzt Verwaltungsgerichtshof HERIS-ID: 5342 Objekt-ID: 1206                                         | Judenplatz 11 Standort KG: Innere Stadt            | Die ehemalige Böhmische Hofkanzlei wurde 1709–1714 von Johann Bernhard Fischer von Erlach erbaut und 1751–1754 von Matthias Gerl erweitert, wobei Fischers Bau Richtung Judenplatz/Fütterergasse verdoppelt wurde. Weitere Umbauten erfolgten im 19. Jahrhundert (Innenräume) und nach Kriegsschäden. Der Bau nimmt für die Entwicklung der Fassadengestaltung im 18. Jahrhundert eine Schlüsselstellung ein. Zur Wipplingerstraße hin ist die Fassade symmetrisch angeordnet mit zwei reich dekorierten Giebelrisaliten, die jeweils vier korinthische Riesenpilaster und Korbbogenportale aufweisen. Zur Fütterergasse und zum Judenplatz hin befindet sich jeweils ein übergiebelter Risalit, zur Jordangasse hin (Fortsetzung der Fassade zum Judenplatz) ein Risalit mit Attika und Figuren, die Lorenzo Mattielli zugeschrieben werden. | BDA-Hist.: Q1019747 Status: § 2a Stand der BDA-Liste: 2025-06-30 Name: Ehem. Böhmische Hofkanzlei, jetzt Verwaltungsgerichtshof GstNr.: 351 Böhmische Hofkanzlei                                                            |
| ja   | Datei hochladen | Karlsplatz 2 Pavillons und Teilabschnitt der ehem. Stadtbahn HERIS-ID: 40734 Objekt-ID: 40752                                   | Karlsplatz Standort KG: Innere Stadt und Wieden    | Die beiden Stationsgebäude wurden 1898/99 von Otto Wagner gebaut und sind somit die früheste secessionistische Architektur in der Innenstadt. Die gegengleichen Stahlskelettbauten mit vortretenden Mittelteilen mit Tonnendach und Aufsatz sind mit zum Teil vergoldeter Jugendstil-Ornamentik geschmückt. 1978 wurde die Eingangssituation zur U-Bahn verändert, so dass die ursprüngliche Funktion nicht mehr gegeben ist. | BDA-Hist.: Q15233845 Status: Bescheid Stand der BDA-Liste: 2025-06-30 Name: Karlsplatz 2 Pavillons und Teilabschnitt der ehem. Stadtbahn GstNr.: 1953; 1952; 1764; 1765; 1766 Stadtbahnpavillons Karlsplatz                 |
| ja   | Datei hochladen | Künstlerhaus HERIS-ID: 40735 Objekt-ID: 40753                                                                                   | Karlsplatz 5 Standort KG: Innere Stadt             | Das Künstlerhaus wurde 1865–1868 von August Weber für die 1861 gegründete Genossenschaft der bildenden Künstler Wiens erbaut. Ende des 19. und Anfang des 20. Jahrhunderts erfolgten mehrere Umbauten, so dass die Seitenfassade nur mehr rechts erhalten ist. Es handelt sich um einen zweigeschoßigen Bau im Stil einer italienischen Hochrenaissancevilla mit flachen Eck- und breiten Mittelrisaliten, sowie zwei Flügelbauten (heute Kino und Theater), die 1881/82 ergänzt und später verändert wurden. | BDA-Hist.: Q284902 Status: Bescheid Stand der BDA-Liste: 2025-06-30 Name: Künstlerhaus GstNr.: 1289 Künstlerhaus Wien |
| ja   | Datei hochladen | Kärntner Bar, American Bar, Loos-Bar HERIS-ID: 30779 Objekt-ID: 27545                                                           | Kärntner Durchgang 7 Standort KG: Innere Stadt     | Dieses weitgehend erhaltene Lokal wurde 1908/09 von Adolf Loos entworfen. Es zeichnet sich durch die optimale Nutzung eines relativ kleinen Raumes und der Verwendung edler Materialien aus. Es ist ein dreijochiger, rechteckiger Marmorpfeilerraum mit Marmorkassettendecke und schachbrettgemustertem Marmorfußboden, an drei Seiten sind Spiegel angebracht, die originale Einrichtung ist aus Mahagoni. | BDA-Hist.: Q463452 Status: Bescheid Stand der BDA-Liste: 2025-06-30 Name: Kärntner Bar, American Bar, Loos-Bar GstNr.: 1078/1 American Bar                                                                                  |
| ja   | Datei hochladen | Hotel Bristol HERIS-ID: 5940 Objekt-ID: 1814                                                                                    | Kärntner Ring 1 Standort KG: Innere Stadt          | Dieses Hotel wurde 1914–1916 von Ladislaus Fiedler und Pietro Palumbo erbaut, und ist der monumentalste nachhistoristische Bau an der Ringstraße. Das Gebäude weist polygonale Eckturmaufsätze mit kupfergedeckten Tambourkuppeln, sowie einen schlichten secessionistischen Dekor (Lisenen, Balkone, Reliefskulpturen) auf. | BDA-Hist.: Q37865047 Status: Bescheid Stand der BDA-Liste: 2025-06-30 Name: Hotel Bristol GstNr.: 1258, 1259 Hotel Bristol, Vienna                                                                                          |
| ja   | Datei hochladen | Fahrgastunterstand HERIS-ID: 66501 Objekt-ID: 79388seit 2016                                                                    | vor Kärntner Ring 1 Standort KG: Innere Stadt      | Der Fahrgastunterstand wurde 1938 erbaut. | BDA-Hist.: Q38113166 Status: Bescheid Stand der BDA-Liste: 2025-06-30 Name: Fahrgastunterstand GstNr.: 1838 Fahrgastunterstand, Kärntner Ring                                                                               |
| ja   | Datei hochladen | Hainischhaus, Teil der Ringstraßengalerien HERIS-ID: 5941 Objekt-ID: 1815                                                       | Kärntner Ring 3 Standort KG: Innere Stadt          | Die frühhistoristische Fassade mit seichtem, nischenbildenden Mittelrisalit ist durch eingestellte ionische Säulen charakterisiert, die von vier Statuen im Mezzanin ausgehen, die Allegorien der Künste darstellen. Dazwischen befinden sich weit auskragende Balkone. | BDA-Hist.: Q944903 Status: Bescheid Stand der BDA-Liste: 2025-06-30 Name: Hainischhaus, Teil der Ringstraßengalerien GstNr.: 1260 Palais Gomperz                                                                            |
| ja   | Datei hochladen | Palais Königswarter mit der Schratt-Wohnung HERIS-ID: 5942 Objekt-ID: 1816                                                      | Kärntner Ring 4 Standort KG: Innere Stadt          | Dieses Ringstraßenpalais wurde 1862 von Johann Romano von Ringe und August Schwendenwein von Lanauberg erbaut. 1907 kam es in Besitz von Katharina Schratt und ihres Ehemannes. Es ist ein äußerlich schlichter Palaisbau im Übergang vom frühen zum strengen Historismus. | BDA-Hist.: Q2047053 Status: Bescheid Stand der BDA-Liste: 2025-06-30 Name: Palais Königswarter mit der Schratt-Wohnung GstNr.: 1251 Palais Königswarter                                                                     |
| ja   | Datei hochladen | Wohn- und Geschäftshaus HERIS-ID: 23664 Objekt-ID: 20026                                                                        | Kärntner Ring 6 Standort KG: Innere Stadt          | Dieses Haus mit reduzierter frühhistoristischer Fassade wurde 1862 von Eduard Kaiser erbaut. | BDA-Hist.: Q37878113 Status: Bescheid Stand der BDA-Liste: 2025-06-30 Name: Wohn- und Geschäftshaus GstNr.: 1252 |
| ja   | Datei hochladen | Haus Viktor Ephrussi HERIS-ID: 5943 Objekt-ID: 1817                                                                             | Kärntner Ring 8 Standort KG: Innere Stadt          | Dieses frühhistoristische Eckhaus wurde in den Formen der Neu-Wiener Renaissance wurde 1860/61 von Wilhelm von Flattich und Carl Schumann erbaut. Das Dekor ist sehr kleinteilig, auffallend sind die Büstenmedaillons an den Giebelfenstern. Das Portal wurde später stark verändert. | BDA-Hist.: Q37865291 Status: Bescheid Stand der BDA-Liste: 2025-06-30 Name: Haus Viktor Ephrussi GstNr.: 1253 The Ring Hotel                                                                                                |
| ja   | Datei hochladen | Grand Hotel und Ringstraßengalerie, Botschaft des Königreichs Dänemark HERIS-ID: 14029 Objekt-ID: 10253                         | Kärntner Ring 9, 11, 13 Standort KG: Innere Stadt  | Das Hotel besteht aus zwei Teilen. Der 1861 von Carl Tietz erbaute Teil (Kärntner Ring 9) ist einer der ältesten der Ringstraßenzone. 1911–1913 wurde das Hotel um den zweiten Teil (Kärntner Ring 11-13) erweitert, der von Baschkis und Bahr erbaut wurde, dessen Rückfassade aber von einem Gebäude übernommen wurde, das ebenfalls von Tietz aus dem Jahr 1869 stammt. 1991–1994 erfolgte ein Neubau des Gesamtkomplexes unter Beibehaltung der Fassaden. Kärntner Ring 9 hat eine monumentale strenghistoristische Fassade mit Mittelrisaliten, ionischem Säulenportal und eingestellten Säulen in den Obergeschoßen. Bemerkenswert ist der schmiedeeiserne Portalvorbau. Die Fassade von Kärntner Ring 11-13 ist späthistoristisch mit hellgrünen Putzfeldern und genuteten Lisenen. Die auf Tietz zurückgehende Rückfassade weist über einem rustizierten Sockel zahlreiche Terrakottadekorelemente auf.                                           | BDA-Hist.: Q1536160 Status: Bescheid Stand der BDA-Liste: 2025-06-30 Name: Grand Hotel und Ringstraßengalerie, Botschaft des Königreichs Dänemark GstNr.: 1273, 1274, 1277/2, 1278, 1279 Grand Hotel, Vienna                |
| ja   | Datei hochladen | Wohn- und Geschäftshaus HERIS-ID: 14030 Objekt-ID: 10254                                                                        | Kärntner Ring 10 Standort KG: Innere Stadt         | Dieses Eckhaus in Formen der Neu-Wiener Renaissance wurde 1863/64 von Anton Baumgarten erbaut. Es weist additive Giebelfenster und ein Pilasterportal auf. | BDA-Hist.: Q37723442 Status: Bescheid Stand der BDA-Liste: 2025-06-30 Name: Wohn- und Geschäftshaus GstNr.: 1283 Kärntner Ring 10, Vienna                                                                                   |
| ja   | Datei hochladen | Wohn- und Geschäftshaus HERIS-ID: 14031 Objekt-ID: 10255                                                                        | Kärntner Ring 12 Standort KG: Innere Stadt         | Dieses frühhistoristische Durchhaus in den Formen der Neu-Wiener Renaissance stammt von Johann Romano von Ringe und August Schwendenwein von Lanauberg und wurde im Jahr 1862 erbaut. Es weist Lisenen, pilastergerahmte Fenster und eiserne Balkone auf. | BDA-Hist.: Q37723464 Status: Bescheid Stand der BDA-Liste: 2025-06-30 Name: Wohn- und Geschäftshaus GstNr.: 1287 Kärntner Ring 12                                                                                           |
| ja   | Datei hochladen | Palais Todesco am Kärntner Ring HERIS-ID: 14032 Objekt-ID: 10256                                                                | Kärntner Ring 14 Standort KG: Innere Stadt         | Dieser zweite Wohnsitz für die Bankiers Eduard und Moritz von Todesco wurde 1863–1865 von Anton Baumgarten erbaut. Es ist ein strenghistoristischer dreiflügeliger Eckbau in den Formen der Neu-Wiener Renaissance, das ein schlichtes toskanisches Säulenportal mit Spandrillenfiguren aufweist. | BDA-Hist.: Q37723486 Status: Bescheid Stand der BDA-Liste: 2025-06-30 Name: Palais Todesco GstNr.: 1285 Palais Todesco am Kärntner Ring                                                                                     |
| ja   | Datei hochladen | Wohn- und Geschäftshaus HERIS-ID: 14033 Objekt-ID: 10257                                                                        | Kärntner Ring 15 Standort KG: Innere Stadt         | Dieses Haus wurde 1862–1865 von Carl Tietz erbaut und 1924–1926 von Carl Wenz aus- und umgebaut. Auf einem Portal- und zwei Seitenrisaliten befinden sich jeweils Balkone mit Vasen. Im 2. Obergeschoß sind Giebelfenster, sonst sind die Fensterreihen gerade verdacht. | BDA-Hist.: Q37723511 Status: Bescheid Stand der BDA-Liste: 2025-06-30 Name: Wohn- und Geschäftshaus GstNr.: 1281 Kärntner Ring 15, Vienna                                                                                   |
| ja   | Datei hochladen | Hotel Imperial, ehem. Palais Philipp von Württemberg HERIS-ID: 25788 Objekt-ID: 22237seit 2015                                  | Kärntner Ring 16 Standort KG: Innere Stadt         | Dieser bedeutende strenghistoristische Bau mit prunkvoller Ausstattung wurde 1862–1865 von Arnold Zenetti und Heinrich Adam für Philipp von Württemberg erbaut und 1872/73 von Ludwig Tischler und Carl Gangolf Kayser zu einem Hotel umgebaut. Die Hauptfassade weist einen sechsachsigen Mittelrisaliten auf, die Vorderseite geht in einen dreiachsigen Eckrisaliten über. Die Fassade ist mit toskanischen und Kompositpilastern gegliedert, die beim Mittelrisaliten gerüstartig werden. Die hohen Ädikulafenster nehmen nach oben hin in ihrer Wertigkeit ab. Der Dreiecksgiebel am Mittelpilaster weist Figurengruppen von Franz Melnitzky (?) auf, von Melnitzky sind jedenfalls die vier Herrschertugenden symbolisierenden Konsolenfiguren neben dem Eingangsportal. | BDA-Hist.: Q1630919 Status: Bescheid Stand der BDA-Liste: 2025-06-30 Name: Hotel Imperial, ehem. Palais Philipp von Württemberg GstNr.: 1292 Hotel Imperial, Vienna                                                         |
| ja   | Datei hochladen | Ehem. Warenhaus Haas & Czjzek HERIS-ID: 64101 Objekt-ID: 76802                                                                  | Kärntner Straße 5 Standort KG: Innere Stadt        | Dieses strenghistoristische Warenhaus wurde 1882/83 von Heinrich Claus und Josef Gross erbaut, die Bildhauerarbeiten stammen von Johann Hutterer. Es hat eine dreiachsige Mitte mit Gitterbalkon und Fenster mit Karyatidpilastern und Sprenggiebel. Im obersten Geschoß befinden sich Nischen mit Flachreliefs tanzender Frauen. | BDA-Hist.: Q38105330 Status: Bescheid Stand der BDA-Liste: 2025-06-30 Name: Ehem. Warenhaus Haas & Czjzek GstNr.: 932 Kärntner Straße 5, Vienna                                                                             |
| ja   | Datei hochladen | Ehem. Porzellanhaus Wahliss HERIS-ID: 30785 Objekt-ID: 27551seit 2016                                                           | Kärntner Straße 17 Standort KG: Innere Stadt       | Das Haus wurde 1878/79 von Gustav Korompay in Neorenaissance-Formen erbaut. Die Verkleidung mit weiß-blauen Porzellanfliesen stammt von Carl Knoll, die Masken als Giebelbekrönung von Franz Koch. | BDA-Hist.: Q37937635 Status: Bescheid Stand der BDA-Liste: 2025-06-30 Name: Ehem. Porzellanhaus Wahliss GstNr.: 938 Geschäftshaus Wahliss                                                                                   |
| ja   | Datei hochladen | Wohn- und Geschäftshaus, ehem. Bundesministerium für Finanzen HERIS-ID: 30795 Objekt-ID: 27566                                  | Kärntner Straße 27 Standort KG: Innere Stadt       | Das ehemalige Geschäftshaus der auf Betonbauten spezialisierten Firma G. A. Wayss & Co. wurde 1905/06 von Johann Walland erbaut. Es ist ein frühes Beispiel eines funktionalistischen Skelettständerbaus mit klassizierenden Elementen. Zwischen flachen Pilastern befinden sich Drillingsfenster, der Treppenhausturm ist mit einem Segmentbogengiebel überhöht. | BDA-Hist.: Q37937733 Status: Bescheid Stand der BDA-Liste: 2025-06-30 Name: Wohn- und Geschäftshaus, ehem. Bundesministerium für Finanzen GstNr.: 996 Kärntner Straße 27, Vienna                                            |
| ja   | Datei hochladen | Malteserkirche hl. Johannes der Täufer HERIS-ID: 64478 Objekt-ID: 77201                                                         | Kärntner Straße 35 Standort KG: Innere Stadt       | Der Ort ist schon 1217 urkundlich als den Johanniterrittern (Malteser) gehörend ausgewiesen. Die heutige Kirche stammt aus dem 2. Viertel des 14. Jahrhunderts. 1806–1808 wurde die Fassade (in Form einer übergiebelten Tempelfront mit ionischen Riesenpilastern) und die Inneneinrichtung neu gestaltet. Im Inneren ist die Kirche ein dreijochiger Saalraum mit Kreuzrippengewölbe. Der Hochaltar stammt auch aus dem beginnenden 19. Jahrhundert, das Altarbild hingegen von Johann Georg Schmidt aus dem mittleren 18. Jahrhundert. | BDA-Hist.: Q700863 Status: Bescheid Stand der BDA-Liste: 2025-06-30 Name: Malteserkirche hl. Johannes der Täufer GstNr.: 1001 Maltese Church, Vienna                                                                        |
| ja   | Datei hochladen | Geschäftslokal Ciro (ehem. Slanina) HERIS-ID: 30804 Objekt-ID: 27579                                                            | Kärntner Straße 36 Standort KG: Innere Stadt       | Das Portal stammt aus dem Jahr 1924 mit einer Verkleidung aus Untersberger Marmor und gerundeten Metall-Glas-Fronten. Die Einrichtung und Ausstattung stammt aus der Zeit um 1900. | BDA-Hist.: Q37937804 Status: Bescheid Stand der BDA-Liste: 2025-06-30 Name: Geschäftslokal Ciro (ehem. Slanina) GstNr.: 1177 Jewellery Ciro, Kärntnerstraße 36                                                              |
| ja   | Datei hochladen | Wohn- und Geschäftshaus HERIS-ID: 30805 Objekt-ID: 27580                                                                        | Kärntner Straße 37 Standort KG: Innere Stadt       | Das Haus wurde 1893/94 von Johann Schneider erbaut. Es ist im neobarocken Stil gehalten, die Mitte ist durch gekuppelte Fenster zwischen vorspringenden Balkonen betont. Die Fassade ist mit Putti, Vasen und Masken dekoriert. | BDA-Hist.: Q37937832 Status: Bescheid Stand der BDA-Liste: 2025-06-30 Name: Wohn- und Geschäftshaus GstNr.: 1000/1 Kärntner Straße 37, Vienna                                                                               |
| ja   | Datei hochladen | Ehem. Stiftungshaus der Heinrich Graf Hardeggschen Doctoren Stiftung HERIS-ID: 30806 Objekt-ID: 27581                           | Kärntner Straße 39 Standort KG: Innere Stadt       | Das Haus wurde 1888 von Carl Schumann im Stil der nordischen Renaissance erbaut. Über einem mittig angebrachten Balkon befindet sich ein polygonaler Erker mit Säulenloggia und Giebel. Im repräsentativen Stiegenhaus sind die Fliesenböden und teilweise die Ätzglasfenster original erhalten. | BDA-Hist.: Q37937849 Status: Bescheid Stand der BDA-Liste: 2025-06-30 Name: Ehem. Stiftungshaus der Heinrich Graf Hardeggschen Doctoren Stiftung GstNr.: 1002 Stiftungshaus der Heinrich Graf Hardeggschen Doctorenstiftung |
| ja   | Datei hochladen | Palais Grundemann Esterházy, ehem. Palais Grundemann von Falckhenberg HERIS-ID: 30807 Objekt-ID: 27583                          | Kärntner Straße 41 Standort KG: Innere Stadt       | Dieser Bau, der vor allem im 20. Jahrhundert im Inneren stark verändert wurde, stammt aus dem dritten Viertel des 17. Jahrhunderts, allerdings unter Einbeziehung älterer Bausubstanz. In der heutigen Form stammt die Fassade aus dem Jahr 1790, wobei die ältere nur leicht modifiziert wurde. Die mittleren drei Achsen sind durch Riesenpilaster hervorgehoben und weisen einen schmiedeeisernen Balkon auf. In der Annagasse befindet sich ein achsenversetztes rustiziertes Rundbogenportal mit Wappen. | BDA-Hist.: Q632734 Status: Bescheid Stand der BDA-Liste: 2025-06-30 Name: Palais Grundemann Esterházy, ehem. Palais Grundemann von Falckhenberg GstNr.: 1041 Palais Esterházy (Kärntner Straße)                             |
| ja   | Datei hochladen | Wohn- und Geschäftshaus HERIS-ID: 30810 Objekt-ID: 27593                                                                        | Kärntner Straße 45 Standort KG: Innere Stadt       | Dieses späthistoristische Eckhaus in neobarocken Formen wurde 1892 von Karl Hofmeier erbaut. Gegliedert wird es durch Riesensäulen und -pilaster. Es weist dekorierte Ädikulafenster und Balkone auf, in Nischen befinden sich mythologische Statuen. | BDA-Hist.: Q37937894 Status: Bescheid Stand der BDA-Liste: 2025-06-30 Name: Wohn- und Geschäftshaus GstNr.: 1044 Kärntner Straße 45, Vienna                                                                                 |
| ja   | Datei hochladen | Wohn- und Geschäftshaus HERIS-ID: 30811 Objekt-ID: 27596                                                                        | Kärntner Straße 47 Standort KG: Innere Stadt       | Das späthistoristische Wohnhaus mit zartem neobarocken Dekor wurde 1886 von Ludwig Tischler und Johann Sturany erbaut. Der pilastergegliederte Mittelerker wird von einem Sprenggiebel bekrönt, die Frauenbüste darin stammt vielleicht aus der ersten Hälfte des 18. Jahrhunderts. | BDA-Hist.: Q37937910 Status: Bescheid Stand der BDA-Liste: 2025-06-30 Name: Wohn- und Geschäftshaus GstNr.: 1058 Kärntner Straße 47, Vienna                                                                                 |
| ja   | Datei hochladen | Wohn- und Geschäftshaus HERIS-ID: 30812 Objekt-ID: 27597                                                                        | Kärntner Straße 49 Standort KG: Innere Stadt       | Das Gebäude in den Formen der Neu-Wiener Renaissance wurde 1886 von Ludwig Tischler anstelle des Fensterguckerhauses erbaut. Eine Kopie des Fensterguckers vom ehemaligen Kärntner Tor (Original aus der Mitte des 16. Jahrhunderts) ist am unteren Ende des runden Eckbalkonerkers zu sehen. bis 1945 befand sich hier das Café Fenstergucker. | BDA-Hist.: Q37937924 Status: Bescheid Stand der BDA-Liste: 2025-06-30 Name: Wohn- und Geschäftshaus GstNr.: 1057/1 Kärntner Straße 49, Vienna                                                                               |
| ja   | Datei hochladen | Stadtpalais Todesco HERIS-ID: 40733 Objekt-ID: 40751                                                                            | Kärntner Straße 51 Standort KG: Innere Stadt       | Das Palais wurde 1861–1863 von Ludwig Förster in Anlehnung an die venezianische Renaissance erbaut. Es ist ein an drei Seiten freistehender Baublock mit stark horizontal gegliederter Fassade, die Beletage ist durch einen Balkon und zwei seitliche Erker hervorgehoben, die jeweils von Atlanten getragen werden. Das Attikageschoß wird durch überlebensgroße Karyatiden gegliedert. Die Innenausstattung stammt aus dem Jahr 1865 von Theophil Hansen und gilt als programmatisch für den strengen Historismus. | BDA-Hist.: Q664155 Status: Bescheid Stand der BDA-Liste: 2025-06-30 Name: Stadtpalais Todesco GstNr.: 1265 Palais Todesco                                                                                                   |
| ja   | Datei hochladen | Wohn- und Geschäftshaus HERIS-ID: 23663 Objekt-ID: 20025                                                                        | Kärntner Straße 57 Standort KG: Innere Stadt       | Der Stahlskelettbau wurde 1954–1956 von Josef Vytiska und Felix Hasenörl errichtet. Die Reliefplastik Austria erit in orbe ultima stammt von Alfons Riedel. Anmerkung: Identadresse Kärntner Ring 2–2a | BDA-Hist.: Q37878098 Status: Bescheid Stand der BDA-Liste: 2025-06-30 Name: Wohn- und Geschäftshaus GstNr.: 1250/1 Kärntner Straße 57, Vienna                                                                               |
| ja   | Datei hochladen | Bürgerhaus, Zum Kleinen Ofenloch HERIS-ID: 40736 Objekt-ID: 40754                                                               | Kleeblattgasse 5 Standort KG: Innere Stadt         | Die beiden Häuser Zum großen und kleinen Ofenloch gehörten im Mittelalter zur Judenstadt und waren ein Badehaus, das auch nach dem Pogrom von 1421 bis ins 17. Jahrhundert weiterbestand. Erst dann wurden die beiden Häuser getrennt. 1794 wurde das Haus durch Franz Wipplinger aufgestockt. Es ist ein gedrungener Baublock mit kleinem Straßenhof, an dessen Ecke die Inschrift Das Herzogbad aus der rehrn genand zu lesen ist. Die Fassade ist durch Fenster additiv gegliedert, die Sgraffitobänder stammen aus der 2. Hälfte des 16. Jahrhunderts. | BDA-Hist.: Q37995837 Status: Bescheid Stand der BDA-Liste: 2025-06-30 Name: Bürgerhaus, Zum Kleinen Ofenloch GstNr.: 396 |
| ja   | Datei hochladen | Bürgerhaus, Zum großen Ofenloch HERIS-ID: 32065 Objekt-ID: 29120                                                                | Kleeblattgasse 7 Standort KG: Innere Stadt         | Die beiden Häuser Zum großen und kleinen Ofenloch gehörten im Mittelalter zur Judenstadt und waren ein Badehaus, das auch nach dem Pogrom von 1421 bis ins 17. Jahrhundert weiterbestand. Erst dann wurden die beiden Häuser getrennt. Die Fassade dieses Hauses ist frühbarock mit Eckbänderung und mit Parapetfeldern verbundenen vertikal verbundenen Fenstern. In einer Nische der Mittelachse befindet sich eine Madonnenfigur aus der ersten Hälfte des 17. Jahrhunderts. | BDA-Hist.: Q37945997 Status: Bescheid Stand der BDA-Liste: 2025-06-30 Name: Bürgerhaus, Zum großen Ofenloch GstNr.: 395 |
| ja   | Datei hochladen | Wientalverbauung, Kleine Marxerbrücke HERIS-ID: 94400 Objekt-ID: 109554                                                         | Kleine Marxerbrücke Standort KG: Innere Stadt      | Die Brücke wurde im Zuge der Wienflussregulierung 1899/1900 von Friedrich Ohmann und Josef Hackhofer erbaut. | BDA-Hist.: Q1746493 Status: § 2a Stand der BDA-Liste: 2025-06-30 Name: Wientalverbauung, Kleine Marxerbrücke GstNr.: 1899/1, 1955, 1898/2 Kleine Marxerbrücke                                                               |
| ja   | Datei hochladen | Wohn- und Geschäftshaus, Zum Husaren HERIS-ID: 11305 Objekt-ID: 7390                                                            | Kohlmarkt 1 Standort KG: Innere Stadt              | Das späthistoristische Wohn- und Geschäftshaus wurde 1896 von Franz Roth erbaut. Es hat einen turmartigen Eckerker, der von einer Husaren-Reiterstatue aus Kupfer (Entwurf von Rudolf Weyr) bekrönt wird. Die durchfensterte Ständerfassade verweist schon auf die architektonische Moderne. Ein Geschäftslokal im Jugendstil aus dem Jahr 1899 (Hans Nowack) ist erhalten. | BDA-Hist.: Q38096030 Status: Bescheid Stand der BDA-Liste: 2025-06-30 Name: Wohn- und Geschäftshaus, Zum Husaren GstNr.: 1149 Kohlmarkt 1                                                                                   |
| ja   | Datei hochladen | Ehem. Warenhaus Pollak HERIS-ID: 26619 Objekt-ID: 23105                                                                         | Kohlmarkt 2 Standort KG: Innere Stadt              | Das schmale secessionistische Warenhaus wurde 1909 von Friedrich Schön erbaut. Die dreigeteilte Fassade ist weit durchfenstert, bekrönt wird sie von einem Giebel mit zwei monumentalen weiblichen Sitzfiguren von Friedrich Marmorek. | BDA-Hist.: Q37902820 Status: Bescheid Stand der BDA-Liste: 2025-06-30 Name: Ehem. Warenhaus Pollak GstNr.: 291 Kohlmarkt 2                                                                                                  |
| ja   | Datei hochladen | Wohn- und Geschäftshaus, Waldstein-Haus HERIS-ID: 26620 Objekt-ID: 23106                                                        | Kohlmarkt 3 Standort KG: Innere Stadt              | Das späthistoristische Wohnhaus in neobarocken Formen wurde 1895 von Carl König erbaut. Es hat einen dreigeschoßigen Mittelerker auf geschwungenen Konsolen und Balkone an den Seitenachsen, die Fassade weist Lisenengliederung auf. | BDA-Hist.: Q37902838 Status: Bescheid Stand der BDA-Liste: 2025-06-30 Name: Wohn- und Geschäftshaus, Waldstein-Haus GstNr.: 1150 Kohlmarkt 3                                                                                |
| ja   | Datei hochladen | Bürgerhaus HERIS-ID: 26624 Objekt-ID: 23111                                                                                     | Kohlmarkt 4 Standort KG: Innere Stadt              | Das Bürgerhaus aus dem dritten Viertel des 16. Jahrhunderts wurde 1778 durch Liborius Thaddäus Gerl aufgestockt und neu fassadiert. Die Fassade ist im Plattenstil gehalten, das genutete Rundbogenportal stammt aus dem 16. Jahrhundert. | BDA-Hist.: Q37902909 Status: Bescheid Stand der BDA-Liste: 2025-06-30 Name: Bürgerhaus GstNr.: 289 Kohlmarkt 4, Vienna |
| ja   | Datei hochladen | Wohn- und Geschäftshaus HERIS-ID: 26625 Objekt-ID: 23112                                                                        | Kohlmarkt 5 Standort KG: Innere Stadt              | Das späthistoristische Geschäftshaus wurde 1896/97 von Carl König und Alois Schumacher erbaut. Die Fassade weist im Mezzanin eine original erhaltene Palisadenvertäfelung auf, die Obergeschoße sind in neomanieristischen Formen gehalten und mit Riesenhermenpilastern gegliedert. In der verbreiterten Mittelachse befindet sich ein konvexes Fenster mit Balkon und Volutenkonsolen. Das 2001 veränderte Geschäftslokal im Mezzanin ist ein Frühwerk von Adolf Loos aus dem Jahr 1897. | BDA-Hist.: Q37902918 Status: Bescheid Stand der BDA-Liste: 2025-06-30 Name: Wohn- und Geschäftshaus GstNr.: 1151 Kohlmarkt 5, Vienna                                                                                        |
| ja   | Datei hochladen | Wohn- und Geschäftshaus HERIS-ID: 26621 Objekt-ID: 23107                                                                        | Kohlmarkt 6 Standort KG: Innere Stadt              | Das späthistoristische Wohn- und Geschäftshaus wurde 1898 von Theodor Bach erbaut. Die Sockelzone ist rustiziert und wird durch ein Geschäftslokal der Firma Thonet aus dem Jahr 1971 (Karl Mang & Eva Mang) geprägt. Die Obergeschoße sind zum Kohlmarkt hin mit Balkonen, an der gesamten Fassade durch Riesenpilaster gegliedert. Zur Wallnerstraße hin die sind die Rundbogenfenster gerade verdacht, zum Kohlmarkt hin teilweise mit durch Kartuschen gesprengten Giebeln. Anmerkung: Identadresse Wallnerstraße 2 | BDA-Hist.: Q37902853 Status: Bescheid Stand der BDA-Liste: 2025-06-30 Name: Wohn- und Geschäftshaus GstNr.: 288 Kohlmarkt 6, Vienna                                                                                         |
| ja   | Datei hochladen | Miethaus, Zu den zwei steinernen Säulen, Zum Holzgewölb, Hollauer-Haus HERIS-ID: 26622 Objekt-ID: 23108                         | Kohlmarkt 7 Standort KG: Innere Stadt              | Das spätbiedermeierliche Zinshaus wurde 1840–1847 von Leopold Mayr erbaut. Es ist mit additiv angeordneten Ädikulafenstern gegliedert und weist einen Balkon auf Volutenkonsolen auf. Eines der Geschäftsportale wurde von Hans Hollein im Jahr 1982 gestaltet. | BDA-Hist.: Q37902872 Status: Bescheid Stand der BDA-Liste: 2025-06-30 Name: Miethaus, Zu den zwei steinernen Säulen, Zum Holzgewölb, Hollauer-Haus GstNr.: 1155 Kohlmarkt 7                                                 |
| ja   | Datei hochladen | Wohn- und Geschäftshaus mit ehem. Kerzenladen Retti, Patentamt HERIS-ID: 26786 Objekt-ID: 23284                                 | Kohlmarkt 8-10 Standort KG: Innere Stadt           | Das strenghistoristische Eckhaus wurde 1875 von Ludwig Tischler erbaut. Die Ecke ist abgerundet, die Sockelzone pilastergegliedert und die Oberzone durch Ädikulafenster additiv gegliedert. Die flachen Risalite sind durch Balkon-Fenstergruppen mit Säulen, Karyatidhermen, durch Büsten gesprengte Giebel und Schmiedeeisengitter hervorgehoben. Das Geschäftslokal an der Ecke mit kannelierten Lisenen stammt von Sigmund Jaray aus dem Jahr 1916. Das Geschäftslokal des ehemaligen Kerzengeschäfts Retti stammt von Hans Hollein aus dem Jahr 1966. Das Portal ist aus Aluminium und die Öffnung ist der Form nach an eine Kerze oder auch Schlüsselloch angelehnt. Es war damals aufsehenerregend und galt als futuristisch, der damals erst 32-jährige Architekt erhielt für diese Gestaltung den Reynolds Memorial Award. Anmerkung: Identadresse Wallnerstraße 1–1a                                                                           | BDA-Hist.: Q37904240 Status: Bescheid Stand der BDA-Liste: 2025-06-30 Name: Wohn- und Geschäftshaus mit ehem. Kerzenladen Retti, Patentamt GstNr.: 285, 286, 287 Kohlmarkt 8-10, Vienna                                     |
| ja   | Datei hochladen | Wohn- und Geschäftshaus, Artaria-Haus HERIS-ID: 27960 Objekt-ID: 24509                                                          | Kohlmarkt 9 Standort KG: Innere Stadt              | Das ehemalige Geschäftshaus der Musikalienhandlung Artaria wurde 1900–1902 von Max Fabiani erbaut. Es ist ein Gebäude des frühen Wiener Jugendstils, das in einiger Hinsicht (etwa bei der Steinplattenverkleidung) die Neuerungen der Wagner-Schule vorwegnimmt. Die zwei halbfigurigen Reliefs im Mezzanin stammen von Alfonso Canciani, an den Obergeschoßen befinden sich durch Holzsäulchen gegliederte Bay-windows. | BDA-Hist.: Q706104 Status: Bescheid Stand der BDA-Liste: 2025-06-30 Name: Wohn- und Geschäftshaus, Artaria-Haus GstNr.: 1156 Artaria-Haus                                                                                   |
| ja   | Datei hochladen | Großes Michaelerhaus HERIS-ID: 26626 Objekt-ID: 23113                                                                           | Kohlmarkt 11 Standort KG: Innere Stadt             | Das hochbarocke Mietshaus des Kollegs von St. Michael wurde 1706–1710 wahrscheinlich von Giovanni Battista Maderna erbaut. Es ist ein vor die Straßenflucht tretender L-förmiger Baublock mit schlichter Fassadengliederung. Die Obergeschoße sind durch ein Kordongesimsband zweigeteilt, unterhalb davon sind die Fensterverdachungen geschwungen, oberhalb gerade. Das konkave, korbbogige Stabportal ist mit schräggestellten ionischen Pilastern gerahmt und hat eine geschwungene Verdachung mit Kartuschen. Bemerkenswert ist auch der Stuck in der Einfahrt, der einem Übergang von Laub- zu Bandlwerk entspricht. | BDA-Hist.: Q37902929 Status: § 2a Stand der BDA-Liste: 2025-06-30 Name: Großes Michaelerhaus GstNr.: 1157 Großes Michaelerhaus                                                                                              |
| ja   | Datei hochladen | Wohn- und Geschäftshaus, Ehem. Warenhaus Löffler HERIS-ID: 26623 Objekt-ID: 23109                                               | Kohlmarkt 12 Standort KG: Innere Stadt             | Das schmale neoklassizistische Warenhaus wurde 1912/13 von Siegmund Müller erbaut. Die zweigeschoßige Sockelzone wird von ionischen und toskanischen Pilastern aus dunklem Marmor gebildet, die große Auslagenfenster einrahmen, die Obergeschoße mit dem zurückgesetzten Giebelaufsatz wurden später vereinfacht. | BDA-Hist.: Q37902886 Status: Bescheid Stand der BDA-Liste: 2025-06-30 Name: Wohn- und Geschäftshaus, Ehem. Warenhaus Löffler GstNr.: 283 Kohlmarkt 12                                                                       |
| ja   | Datei hochladen | Bürgerhaus (Palais Blankenstein) und Konditorei Demel HERIS-ID: 27959 Objekt-ID: 24508                                          | Kohlmarkt 14 Standort KG: Innere Stadt             | Das barocke Wohnhaus wurde 1791/92 aufgestockt und frühklassizistisch fassadiert, weitere Veränderungen erfolgten 1889 und 1995. Über einem gebänderten Sockel erhebt sich die durch korinthische Riesenpilaster gegliederte Oberzone. An dieser Fassade treten in Wien erstmals die für den späteren Klassizismus charakteristischen Lünetten mit Stuckputti und vegetabilem Dekor auf. Die späthistoristische Einrichtung des Café Demel stammt von Portois & Fix, die Räume weisen außerdem Stuckverkleidung und eine Holzkassettendecke im Hinterraum auf. | BDA-Hist.: Q37916777 Status: § 57-Mandatsbescheid Stand der BDA-Liste: 2025-06-30 Name: Bürgerhaus und Konditorei Demel GstNr.: 282 Palais Blankenstein                                                                     |
| ja   | Datei hochladen | Wohn- und Geschäftshaus und Buchhandlung MANZ HERIS-ID: 31684 Objekt-ID: 28664                                                  | Kohlmarkt 16 Standort KG: Innere Stadt             | Das späthistoristische Wohn- und Geschäftshaus wurde 1892 von Franz Kupka und Gustav Orglmeister erbaut. Der Mezzanin über dem gerade verdachten Rundbogenportal mit Keilsteinbänderung ist lisenengegliedert, die Seitenrisalite sind mit korinthischen Riesensäulen und korbförmigen Balkonen dekoriert, über einem verkröpften Gebälk befinden sich Puttenskulpturen. Das Portal und das „Chefzimmer“ der Buchhandlung Manz stammen von Adolf Loos aus dem Jahr 1912, das Portal ist eine tiefe, breite Nische aus schwarzem Marmor mit Milchglasdecke, das Chefzimmer ist mit Mahagoni ausgekleidet, die Einrichtung ist noch original erhalten. | BDA-Hist.: Q37943754 Status: Bescheid Stand der BDA-Liste: 2025-06-30 Name: Wohn- und Geschäftshaus und Buchhandlung MANZ GstNr.: 279 Kohlmarkt 16, Vienna                                                                  |
| ja   | Datei hochladen | Wohn- und Geschäftshaus HERIS-ID: 84269 Objekt-ID: 98355                                                                        | Köllnerhofgasse 1 Standort KG: Innere Stadt        | Die gleich gestalteten Häuser Köllnerhofgasse 1–4 mit Fassaden im josephinischen Plattenstil wurden 1792/93 von Peter Mollner erbaut. | BDA-Hist.: Q38182400 Status: Bescheid Stand der BDA-Liste: 2025-06-30 Name: Wohn- und Geschäftshaus GstNr.: 736 |
| ja   | Datei hochladen | Wohn- und Geschäftshaus HERIS-ID: 84271 Objekt-ID: 98357                                                                        | Köllnerhofgasse 2 Standort KG: Innere Stadt        | Die gleich gestalteten Häuser Köllnerhofgasse 1–4 mit Fassaden im josephinischen josephinischen Plattenstil stil wurden 1792/93 von Peter Mollner erbaut. | BDA-Hist.: Q38182414 Status: Bescheid Stand der BDA-Liste: 2025-06-30 Name: Wohn- und Geschäftshaus GstNr.: 716 |
| ja   | Datei hochladen | Wohn- und Geschäftshaus HERIS-ID: 84272 Objekt-ID: 98358                                                                        | Köllnerhofgasse 3 Standort KG: Innere Stadt        | Die gleich gestalteten Häuser Köllnerhofgasse 1–4 mit Fassaden im josephinischen Plattenstil wurden 1792/93 von Peter Mollner erbaut. Dieses Haus weist eine gemalte Hausnummer aus der Bauzeit auf. | BDA-Hist.: Q38182426 Status: Bescheid Stand der BDA-Liste: 2025-06-30 Name: Wohn- und Geschäftshaus GstNr.: 737 Köllnerhofgasse 3                                                                                           |
| ja   | Datei hochladen | Wohn- und Geschäftshaus HERIS-ID: 84273 Objekt-ID: 98359                                                                        | Köllnerhofgasse 4 Standort KG: Innere Stadt        | Die gleich gestalteten Häuser Köllnerhofgasse 1–4 mit Fassaden im josephinischen Plattenstil wurden 1792/93 von Peter Mollner erbaut. | BDA-Hist.: Q38182438 Status: Bescheid Stand der BDA-Liste: 2025-06-30 Name: Wohn- und Geschäftshaus GstNr.: 715 |
| ja   | Datei hochladen | Wohn- und Geschäftshaus HERIS-ID: 30824 Objekt-ID: 27611                                                                        | Krugerstraße 4 Standort KG: Innere Stadt           | Das späthistoristische Wohnhaus wurde 1900/01 von Titus Neugebauer erbaut. Das Dekor ist neobarock mit einigen Renaissance-Elementen, wie die Masken oder Bukranien. An den Seitenachsen sind die Fenster paarweise unter geschwungenen Verdachungen zusammengefasst. | BDA-Hist.: Q37938078 Status: § 2a Stand der BDA-Liste: 2025-06-30 Name: Wohn- und Geschäftshaus GstNr.: 1045 |
| ja   | Datei hochladen | Wohn- und Geschäftshaus HERIS-ID: 30825 Objekt-ID: 27612                                                                        | Krugerstraße 8 Standort KG: Innere Stadt           | Das Haus wurde 1900/01 von Wilhelm Stiassny erbaut und gilt als Übergangswerk von Späthistorismus zu Secessionismus. Es weist einen mächtigen viergeschoßigen Mittelerker mit teils neobarocker Säulen- und Ädikulagliederung und secessionistischem Dekor (Palmetten-, Blatt- und Rosettenfriese) auf. Secessionistisch sind auch die original erhaltenen Buntglasfenster im Stiegenhaus. | BDA-Hist.: Q37938096 Status: Bescheid Stand der BDA-Liste: 2025-06-30 Name: Wohn- und Geschäftshaus GstNr.: 1047 Krugerstraße 8, Vienna                                                                                     |
| ja   | Datei hochladen | Bürgerhaus HERIS-ID: 26221 Objekt-ID: 22690                                                                                     | Kumpfgasse 3 Standort KG: Innere Stadt             | Das Bürgerhaus wurde Ende des 17. Jahrhunderts erbaut und im frühen sowie späten 18. Jahrhundert verändert. Über einem genuteten Erdgeschoß erhebt sich eine durch Putzrahmen gegliederte Oberzone, mit vertikal verbundenen Fensterachsen. Die Fenster sind teils gerade, teils knickgiebelig verdacht, die Parapete teilweise gebaucht. Es hat ein schlichtes Rechteckportal mit gerader Verdachung, die Türbeschläge sind original erhalten. | BDA-Hist.: Q37900284 Status: Bescheid Stand der BDA-Liste: 2025-06-30 Name: Bürgerhaus GstNr.: 862 |
| ja   | Datei hochladen | Miethaus HERIS-ID: 26155 Objekt-ID: 22620                                                                                       | Kumpfgasse 5 Standort KG: Innere Stadt             | Das Bürgerhaus wurde im 3. Viertel des 18. Jahrhunderts anstelle des kaiserlichen Sänftenstalls erbaut, 1869 erfolgten Adaptierungen. Das Haus hat einen flachen Mittelrisaliten, über der im 19. Jahrhundert veränderten Sockelzone erhebt sich die Oberzone, die mit gerade verdachten Fenstern additiv gegliedert ist. | BDA-Hist.: Q37899832 Status: Bescheid Stand der BDA-Liste: 2025-06-30 Name: Miethaus GstNr.: 861 |
| ja   | Datei hochladen | Becherlhof, ehem. Kleiner Ramhof HERIS-ID: 26156 Objekt-ID: 22621                                                               | Kumpfgasse 9 Standort KG: Innere Stadt             | Der Becherlhof wurde 1823 von Franz Reymund erbaut. Das spätklassizistische Miethaus hat flache Seitenrisalite und eine additive Fensterreihung mit geschoßweise variierender Verdachung. Über dem Portal und den beiden flankierenden Fenstern befinden sich Lünettenreliefs, die bechernde Putti und Rankenwerk zeigen. | BDA-Hist.: Q37899845 Status: Bescheid Stand der BDA-Liste: 2025-06-30 Name: Becherlhof, ehem. Kleiner Ramhof GstNr.: 869 Kumpfgasse 9, Vienna                                                                               |
| ja   | Datei hochladen | Wohnhaus HERIS-ID: 40738 Objekt-ID: 40765                                                                                       | Kurrentgasse 4 Standort KG: Innere Stadt           | Das Haus wurde Mitte des 16. Jahrhunderts erbaut und hat eine Fassadengestaltung aus der Zeit um 1770. Über einem Segmentbogenportal mit Plattendekor ist das Haus durch Gesimse gegliedert. In den Hauptgeschoßen sind die Fenster der Mittelachsen übergiebelt und an der Seite jeweils zwei mit gerader Verdachung zusammengefasst. Ein kreuzgratgewölbter Flur führt zu einem kleinen Pawlatschenhof. | BDA-Hist.: Q37995860 Status: Bescheid Stand der BDA-Liste: 2025-06-30 Name: Wohnhaus GstNr.: 391 |
| ja   | Datei hochladen | Wohnhaus HERIS-ID: 40739 Objekt-ID: 40766                                                                                       | Kurrentgasse 6 Standort KG: Innere Stadt           | Das Haus wurde um 1735 wahrscheinlich von seinem Besitzer Leopold Giessl erbaut. Die in den Obergeschoßen additiv gegliederte Fassade hat reichen Barockdekor, die geschichteten Giebelfenster sind mit Kartuschen, Voluten und Nabelscheiben dekoriert, das Rundbogenportal mit Kielbogenverdachung weist Muscheldekor auf. | BDA-Hist.: Q37995871 Status: Bescheid Stand der BDA-Liste: 2025-06-30 Name: Wohnhaus GstNr.: 392 Kurrentgasse 6, Vienna |
| ja   | Datei hochladen | Wohnhaus HERIS-ID: 40740 Objekt-ID: 40767                                                                                       | Kurrentgasse 8 Standort KG: Innere Stadt           | Das Haus wurde Ende des 17. Jahrhunderts erbaut, die Fassade stammt aus Anfang des 18. Jahrhunderts. Sie weist Ortsteinquaderung, eine Doppelachse in der Mitte sowie ein (im 18. Jahrhundert verändertes) korbbogiges Stabportal auf. In einer Nische mit Muschelkalotte befindet sich das Relieffragment einer trauernden Maria. Der Keller mit Bruchsteinmauerwerk stammt von zwei Vorgängerhäusern aus dem Spätmittelalter und in ihm befinden sich zwei Steinbrunnen aus dieser Zeit. | BDA-Hist.: Q37995881 Status: Bescheid Stand der BDA-Liste: 2025-06-30 Name: Wohnhaus GstNr.: 394 |
| ja   | Datei hochladen | Wohnhaus HERIS-ID: 40741 Objekt-ID: 40768                                                                                       | Kurrentgasse 10 Standort KG: Innere Stadt          | Das spätklassizistische Durchhaus zur Kleeblattgasse wurde 1826/27 von Josef Klee erbaut. Die Fassade ist additiv mit gerade verdachten Fenstern gegliedert, die Fensterbänke ruhen auf Konsolen. Die Portale sind pilastergerahmt, an der Rückfront zur Kleeblattgasse befindet sich ein Korbbogenportal. Anmerkung: Identadresse Kleeblattgasse 9 | BDA-Hist.: Q37995892 Status: § 57-Mandatsbescheid Stand der BDA-Liste: 2025-06-30 Name: Wohnhaus GstNr.: 402 Kurrentgasse 10                                                                                                |
| ja   | Datei hochladen | Bürgerhaus, Prieschenkisches Haus HERIS-ID: 40742 Objekt-ID: 40769                                                              | Kurrentgasse 12 Standort KG: Innere Stadt          | Mit diesem Haus wurden zwei auf das Spätmittelalter zurückgehende Vorgängerbauten unter Josef Wenighofer zusammengefasst und barock fassadiert. Es hat eine breite Fassade mit Knick in der Mitte, die Portalachse ist links der Mitte angeordnet. Die Obergeschoße sind vertikal durch die Fenster verbindende Parapetfelder gegliedert, die Portalachse weist Doppelfenster auf, die Fenster sind geschoßweise differenziert verdacht. Das Korbbogenportal ist von schräg gestellten toskanischen Pilastern flankiert, auf denen sich jeweils eine Puttengruppe befindet, die einen Greif (links) und einen Fisch (rechts) hält. | BDA-Hist.: Q37995902 Status: Bescheid Stand der BDA-Liste: 2025-06-30 Name: Bürgerhaus, Prieschenkisches Haus GstNr.: 403 Kurrentgasse 12, Vienna                                                                           |